# Biserica de lemn din Bărbătești-Poeni

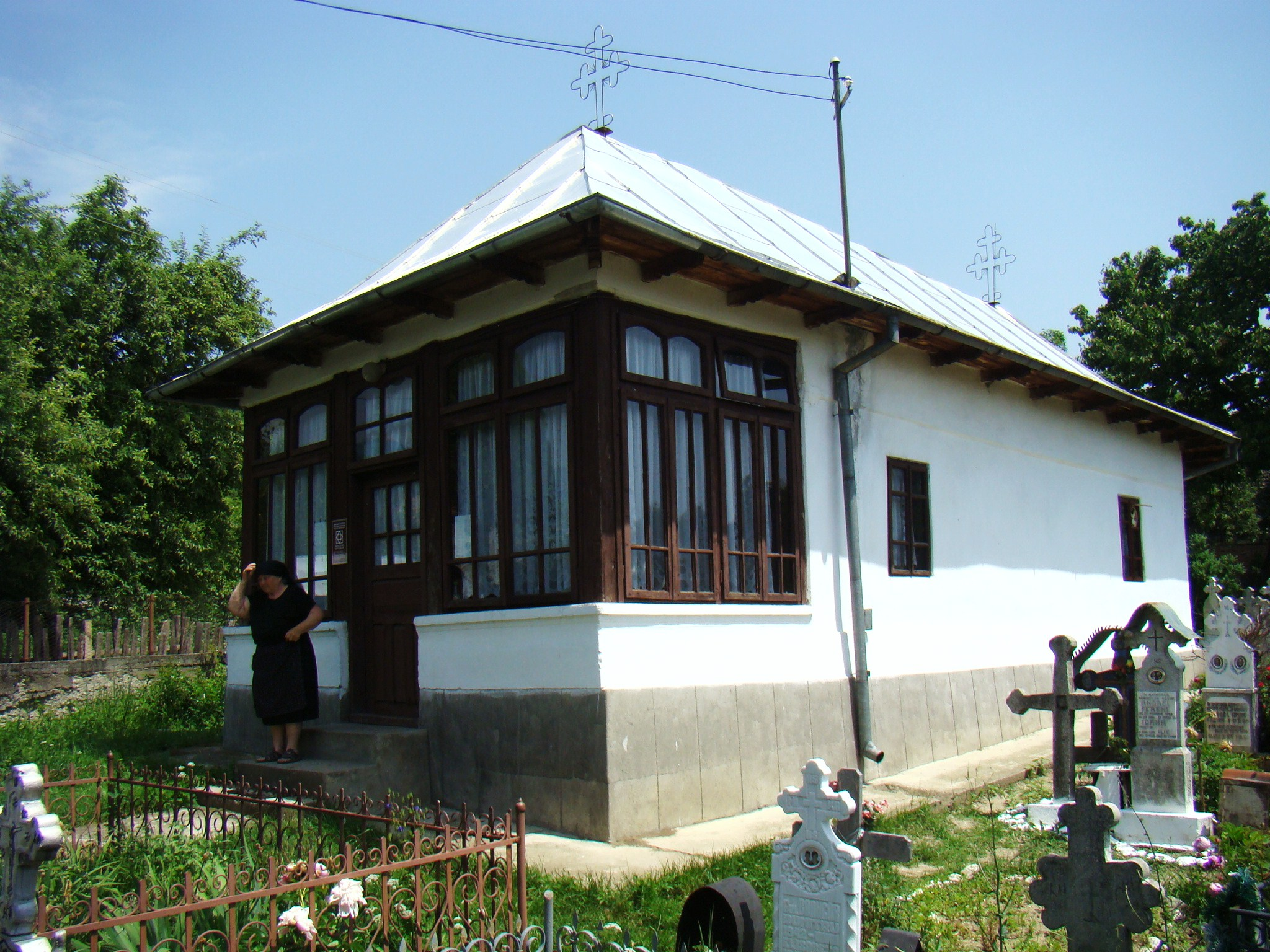
Biserica de lemn „Sf. Nicolae” din Bărbăteşti (Poeni), judeţul Vâlcea, foto: iunie 2010.

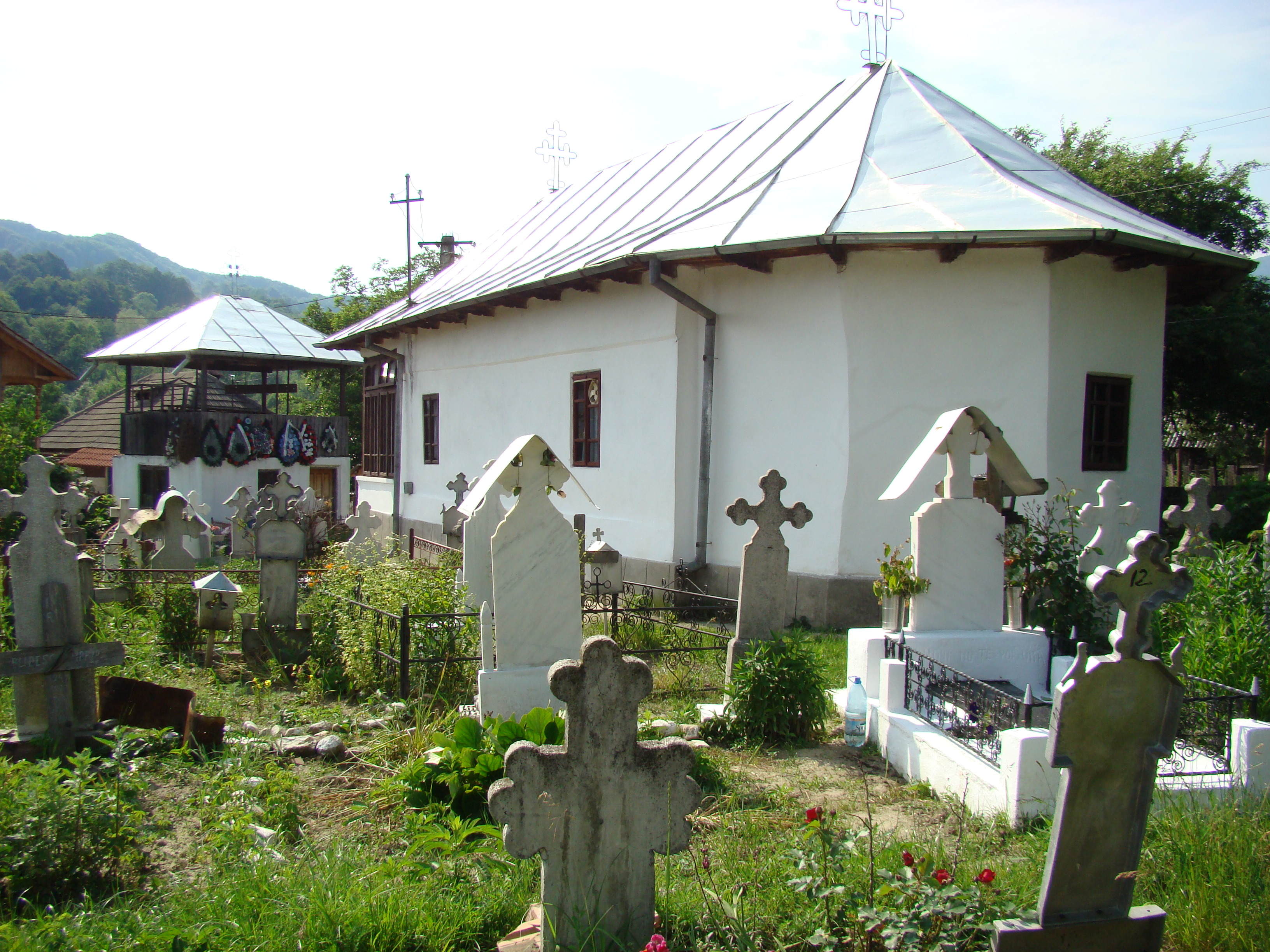
Biserica și clopotnița

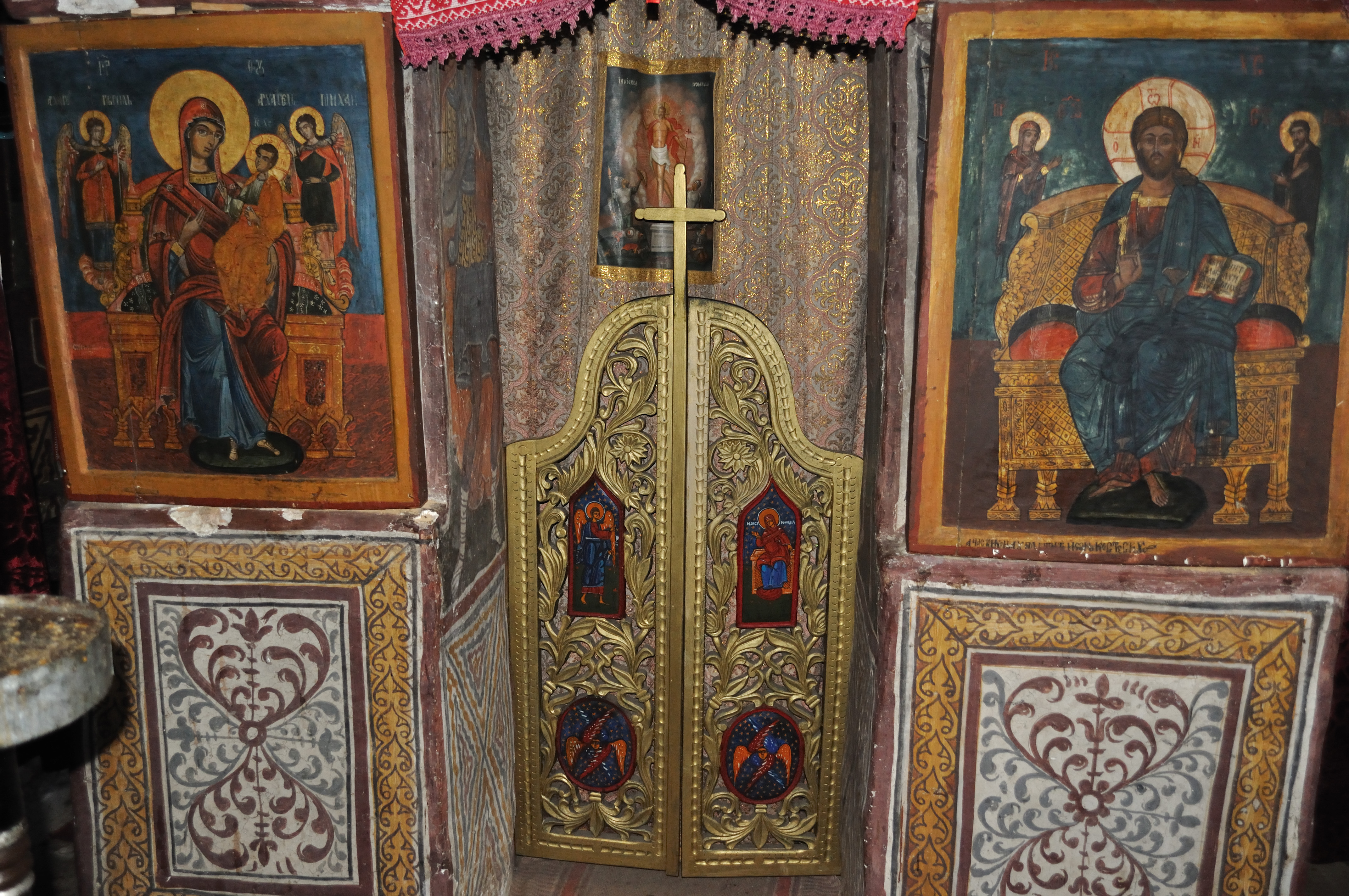
Uși și icoane împărătești

Biserica de lemn din Bărbătești-Poeni este un lăcaș de cult creștin-ortodox cu hramul Sfântul Nicolae care se află situat pe teritoriul satului Bărbătești, județul Vâlcea, în cătunul Poeni. Datează din 1790. (ctitor boierul Gheorghe Măldărescu) și a fost consolidată, tencuită și pictată în ulei (artist Nicolae Sava) între anii 1982-1983.

Pictura murală originală a fost executată între 1799 și 1800 de către Gheorghe și Tănasie ereu. Biserica se află pe lista monumentelor istorice sub cod LMI VL-II-m-B-09652.

## Imagini din exterior

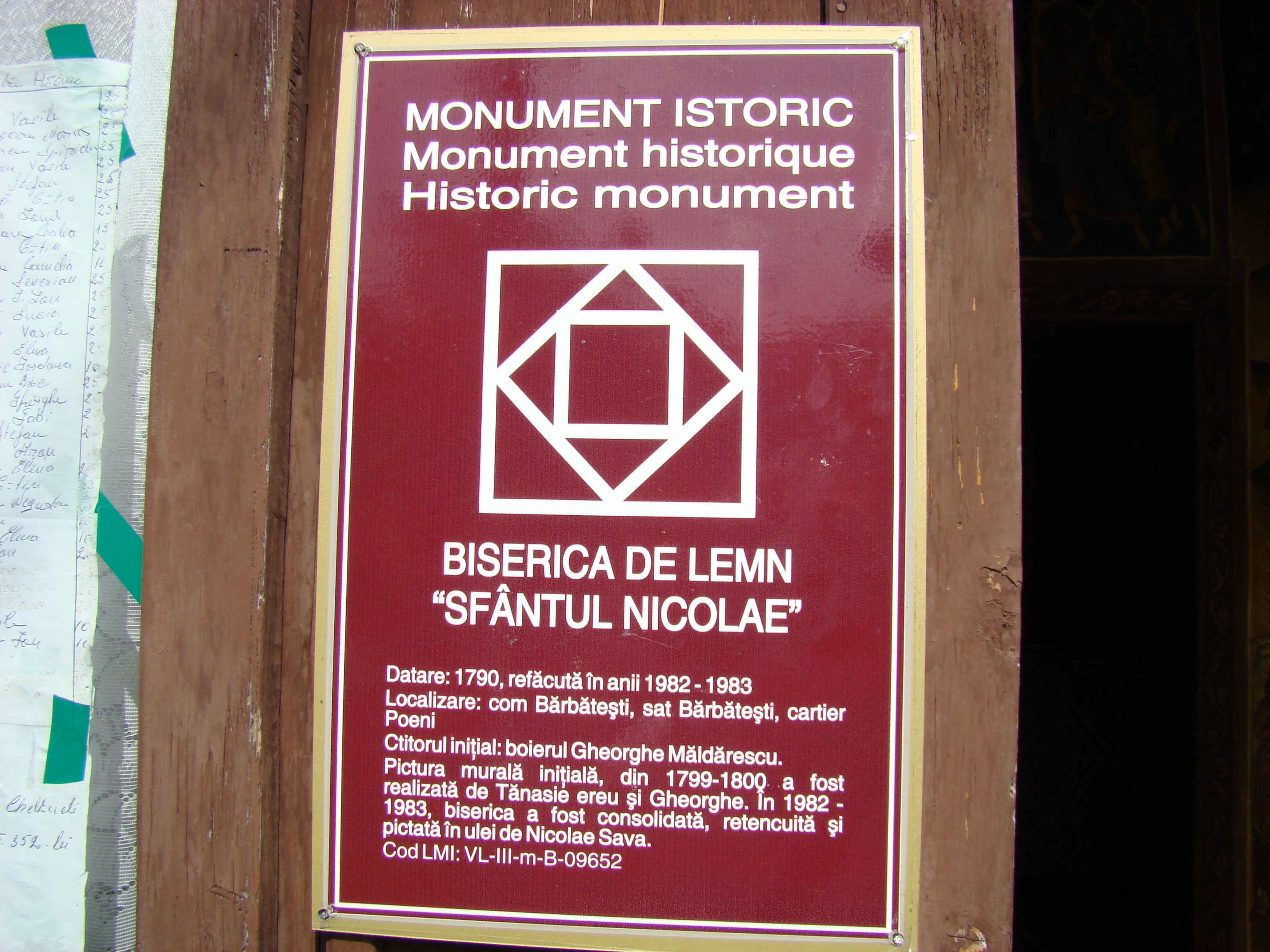
Tablă monument
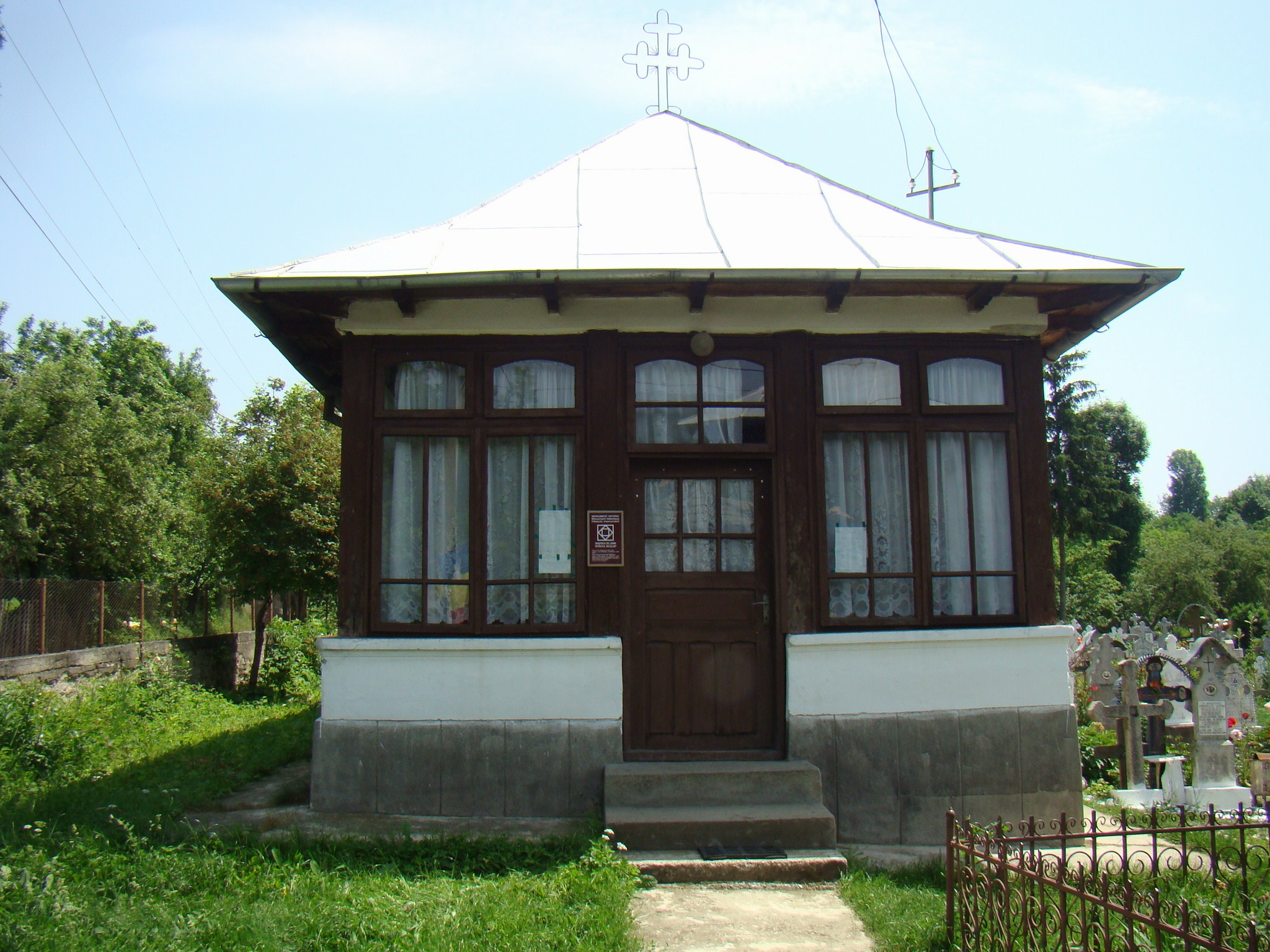
Intrarea în biserică
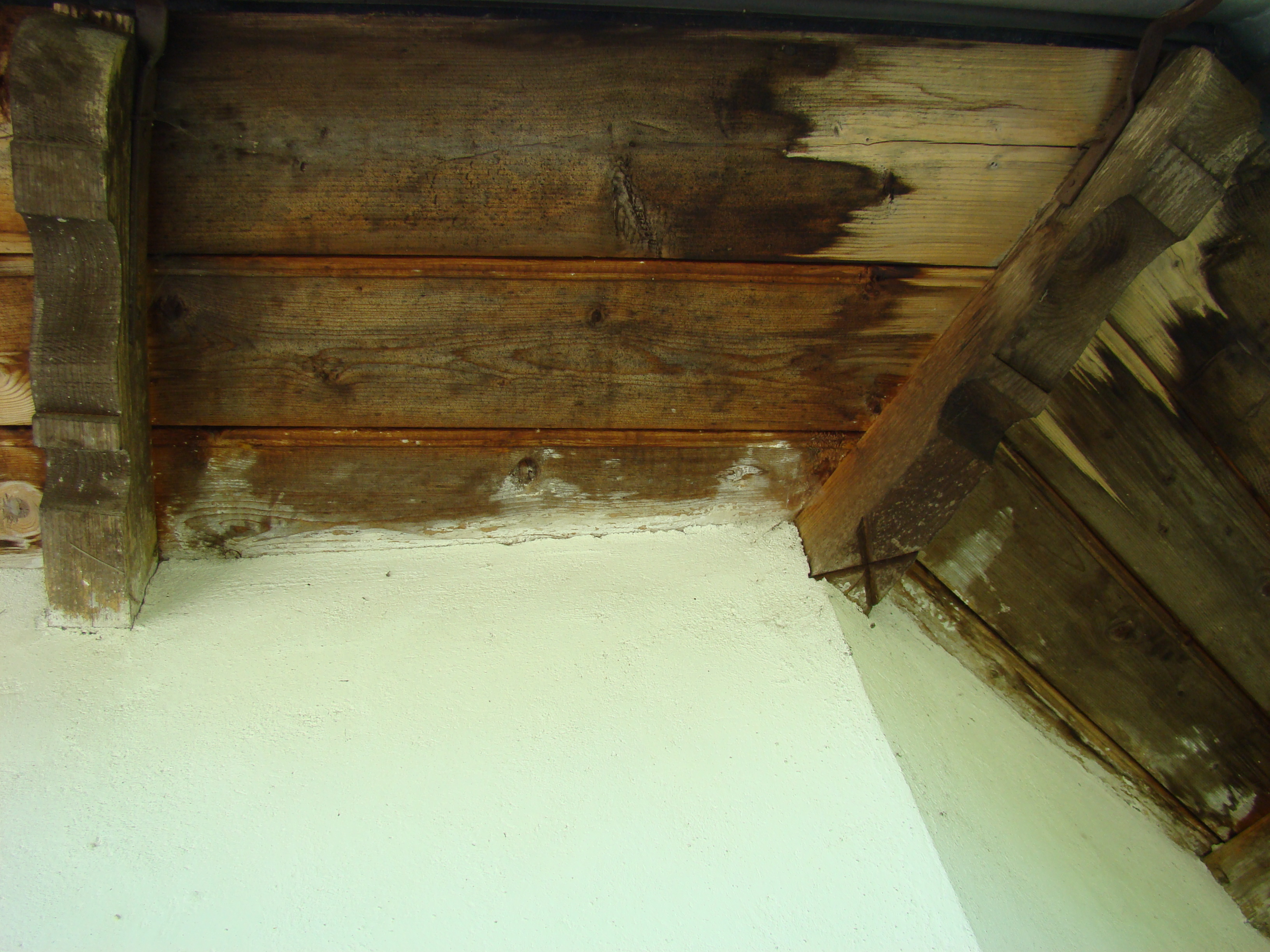
Consolă
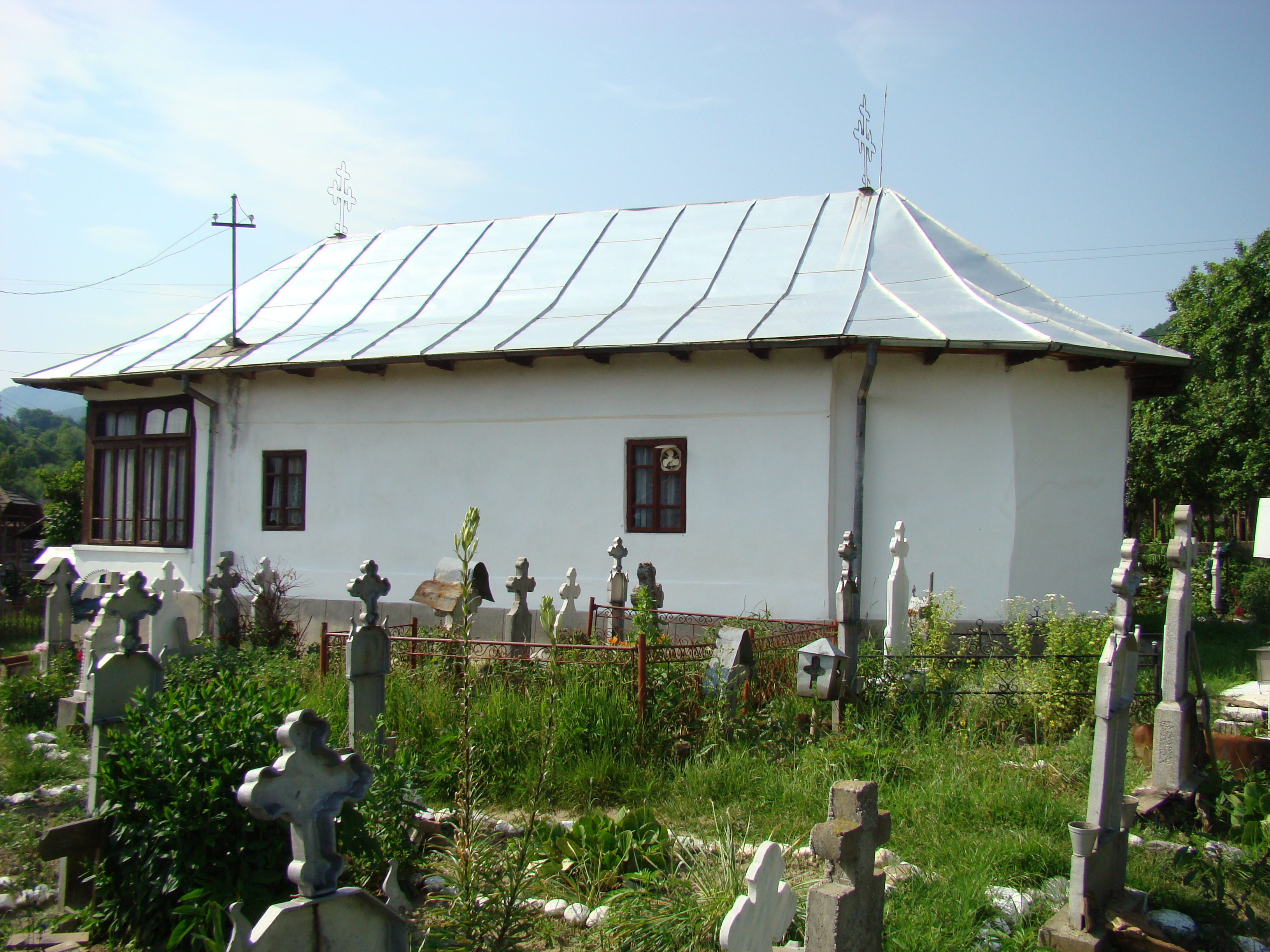
Biserica (sud)
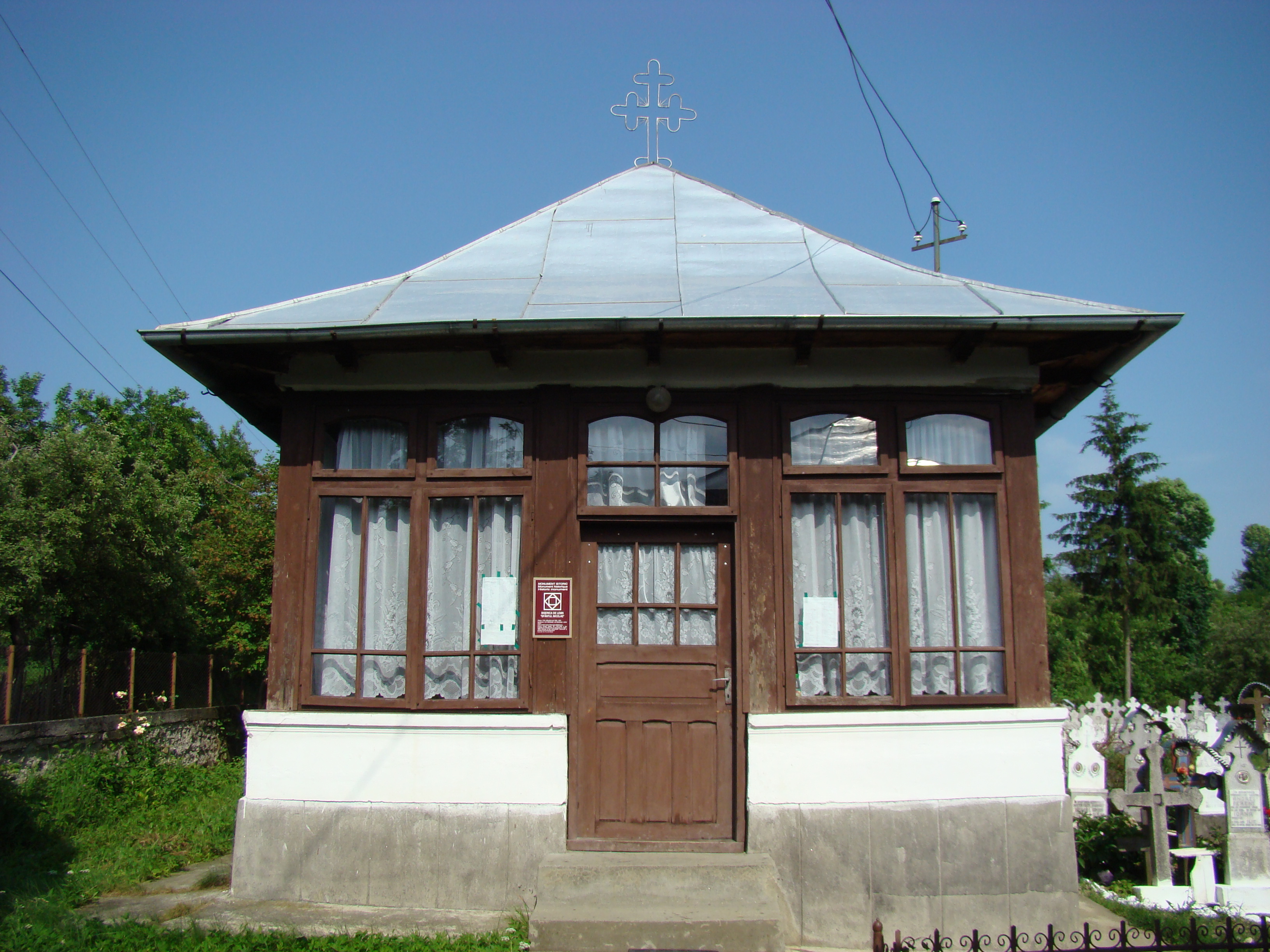
Biserica (vest)

## Imagini din interior

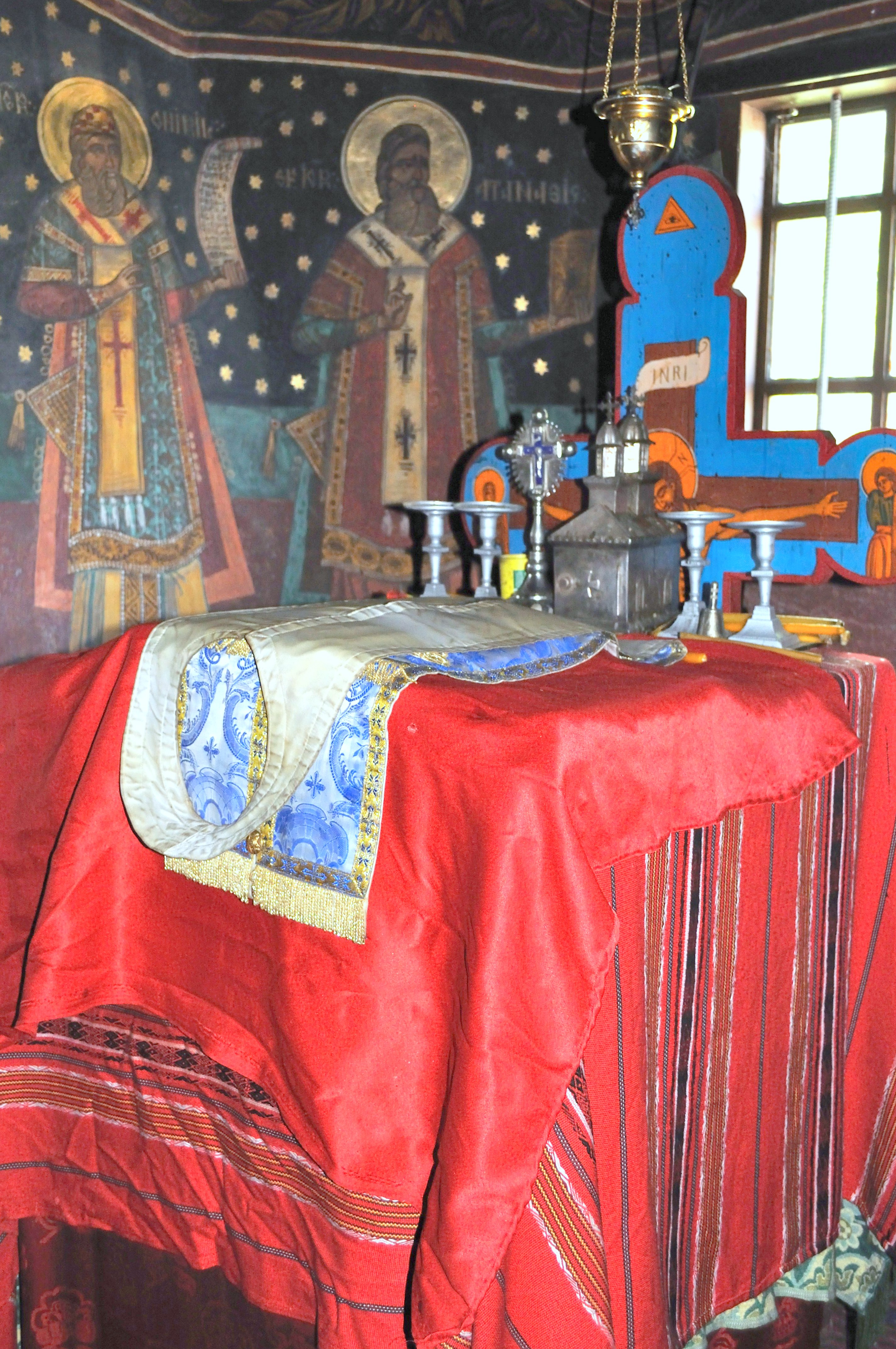
Sfânta masă
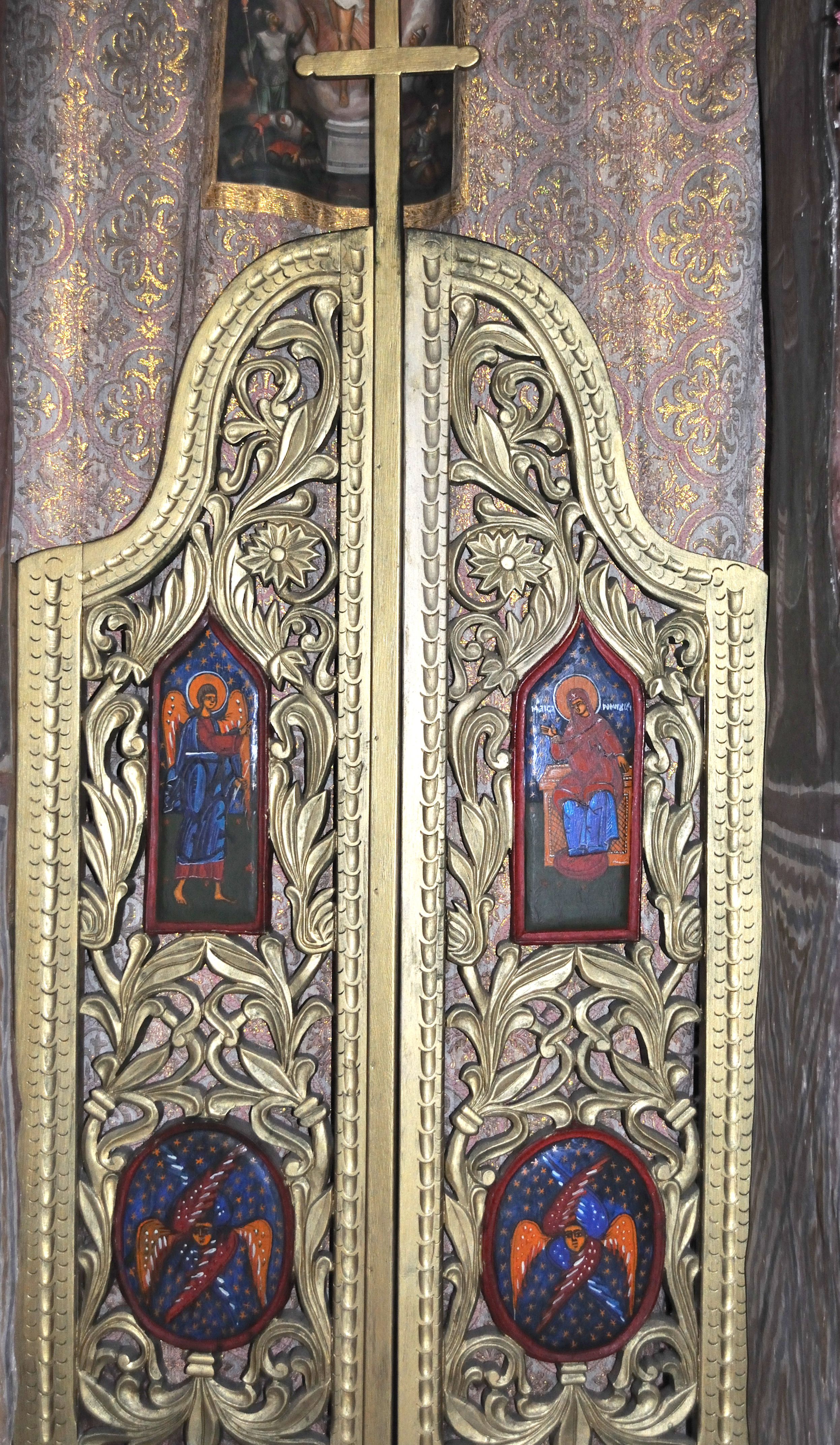
Ușile împărătești
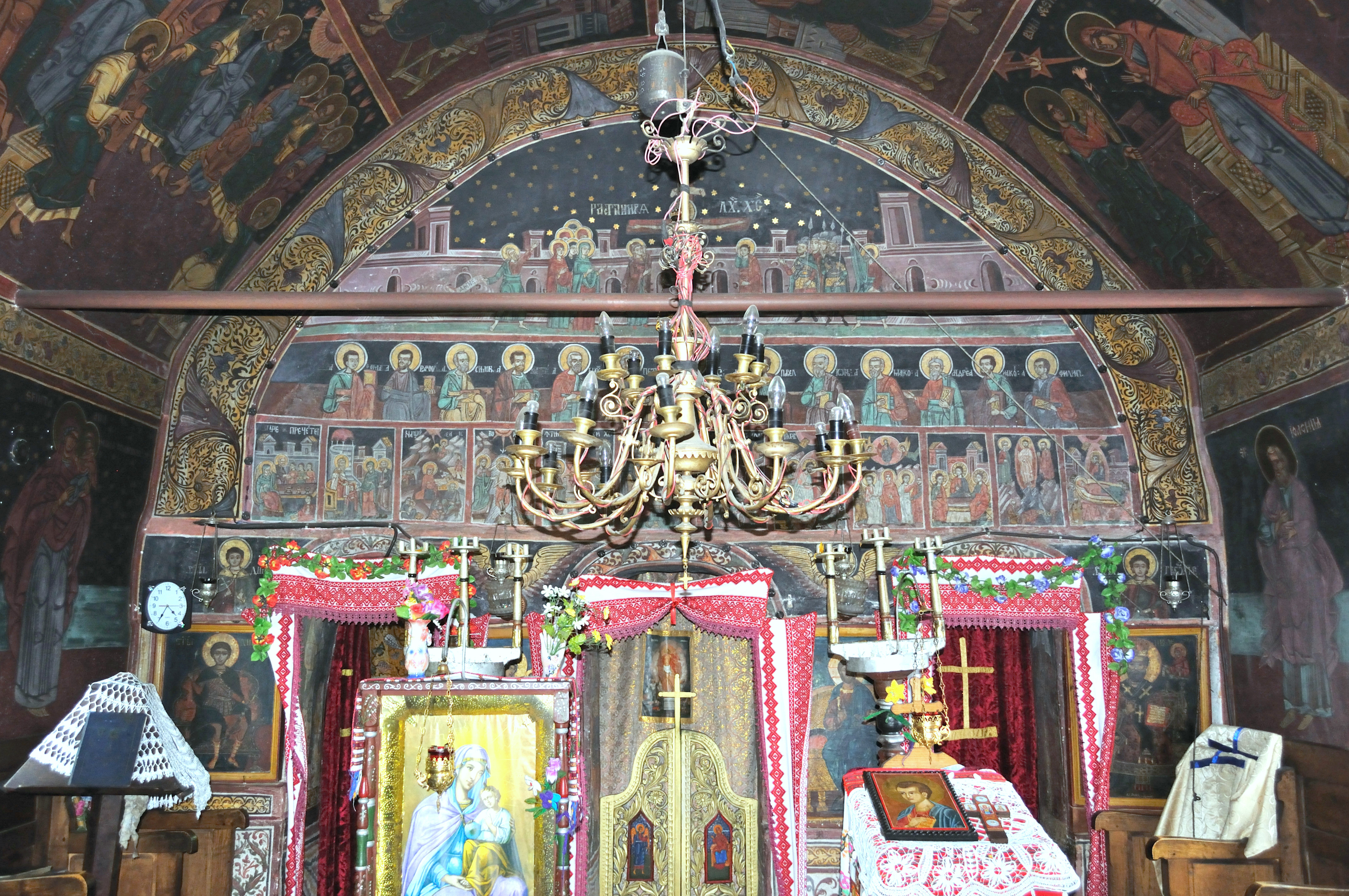
Interiorul navei spre iconostas
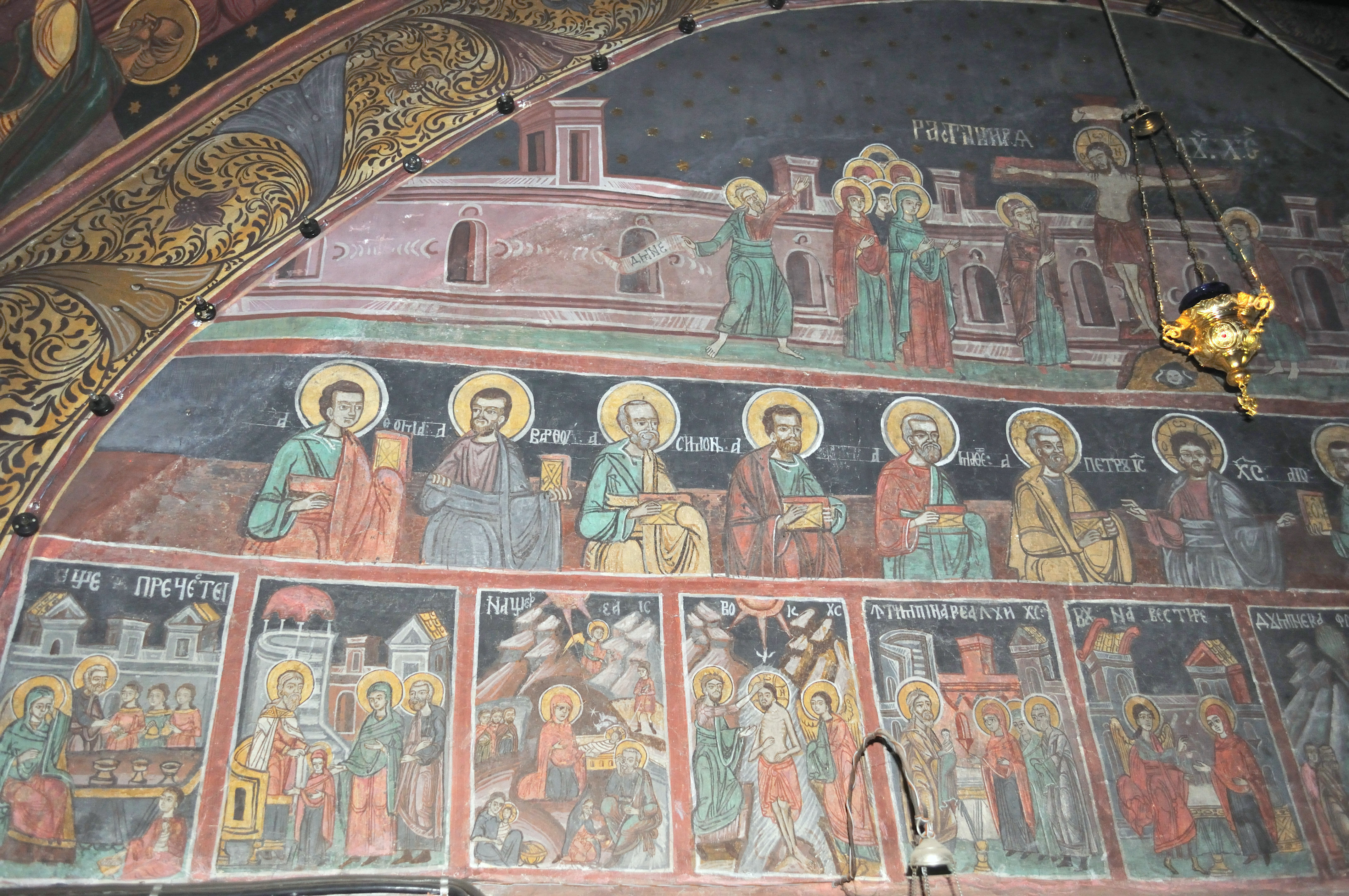
Detaliu tâmplă (partea stângă)
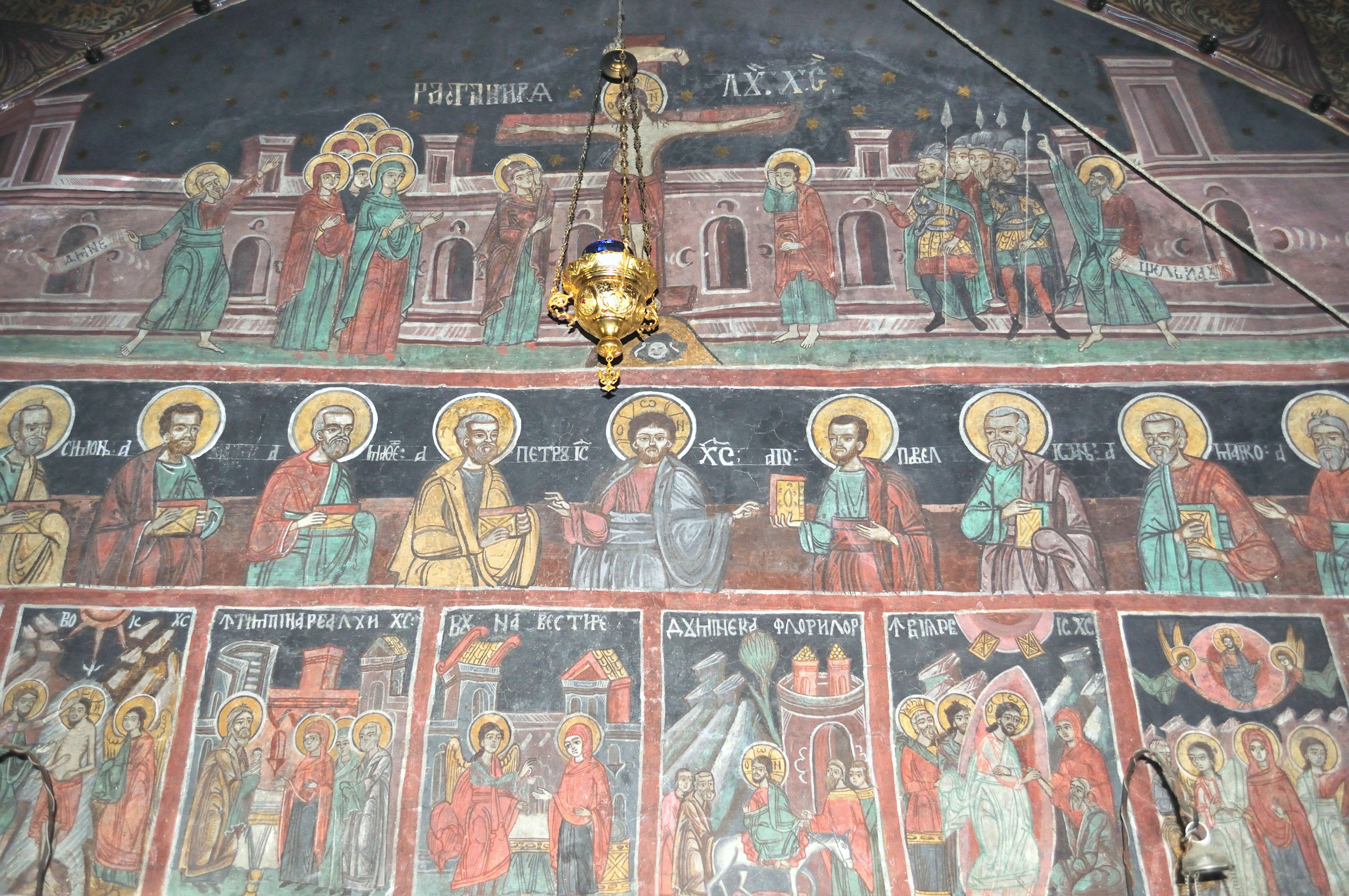
Detaliu tâmplă (partea centrală)
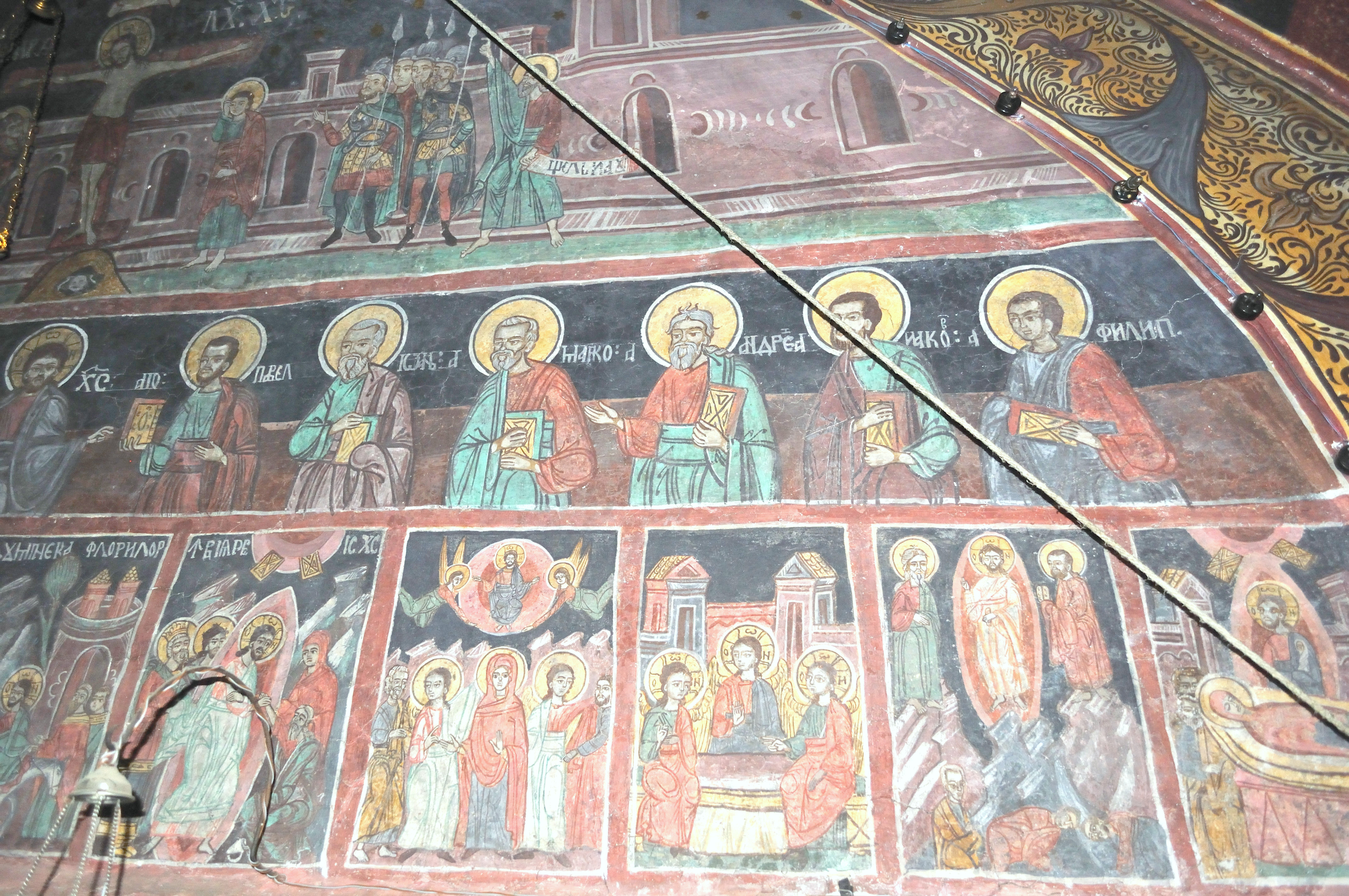
Detaliu tâmplă (partea dreaptă)
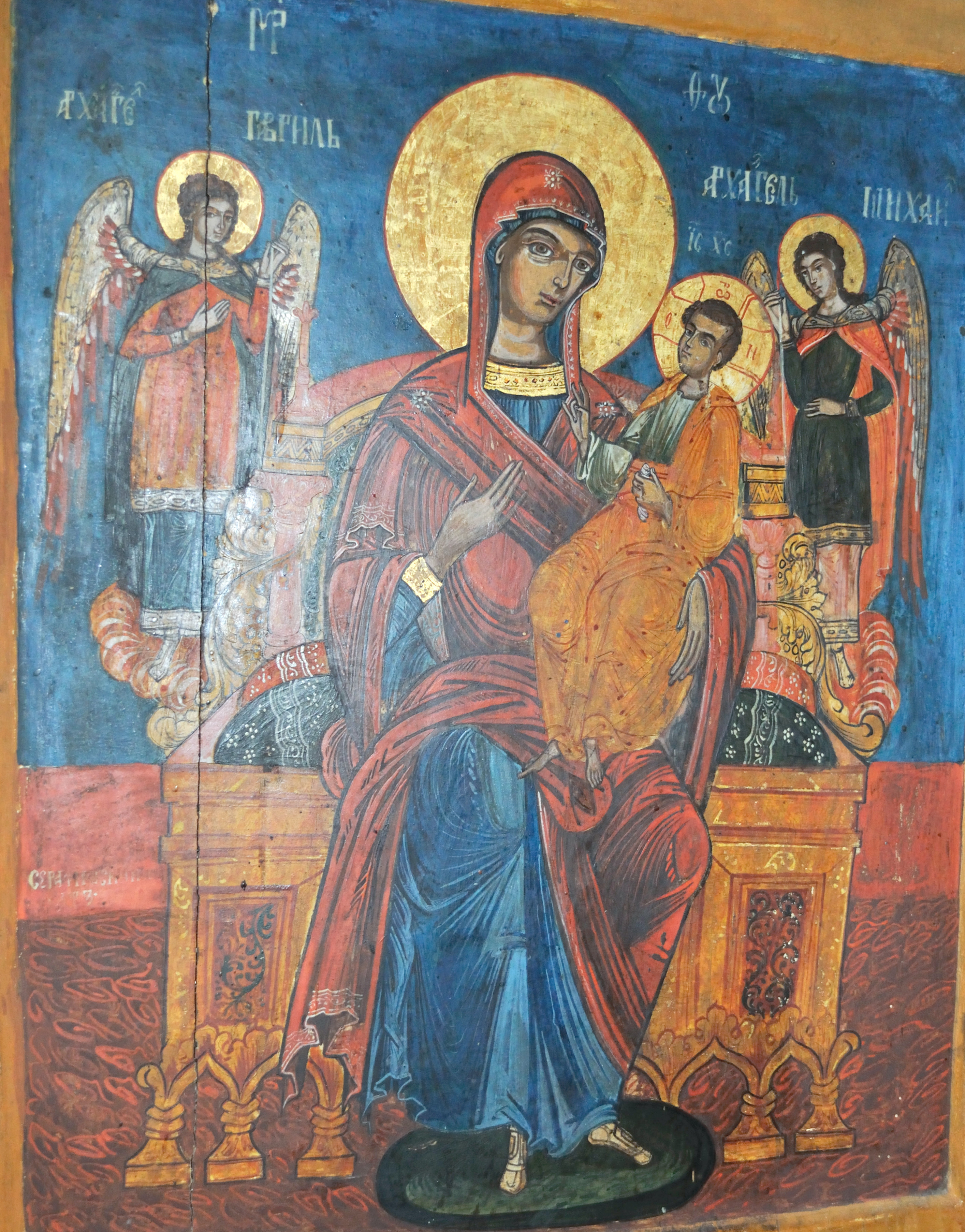
Icoană împărătească: „Maica Domnului cu Pruncul” și „Sfinții Arhangheli”
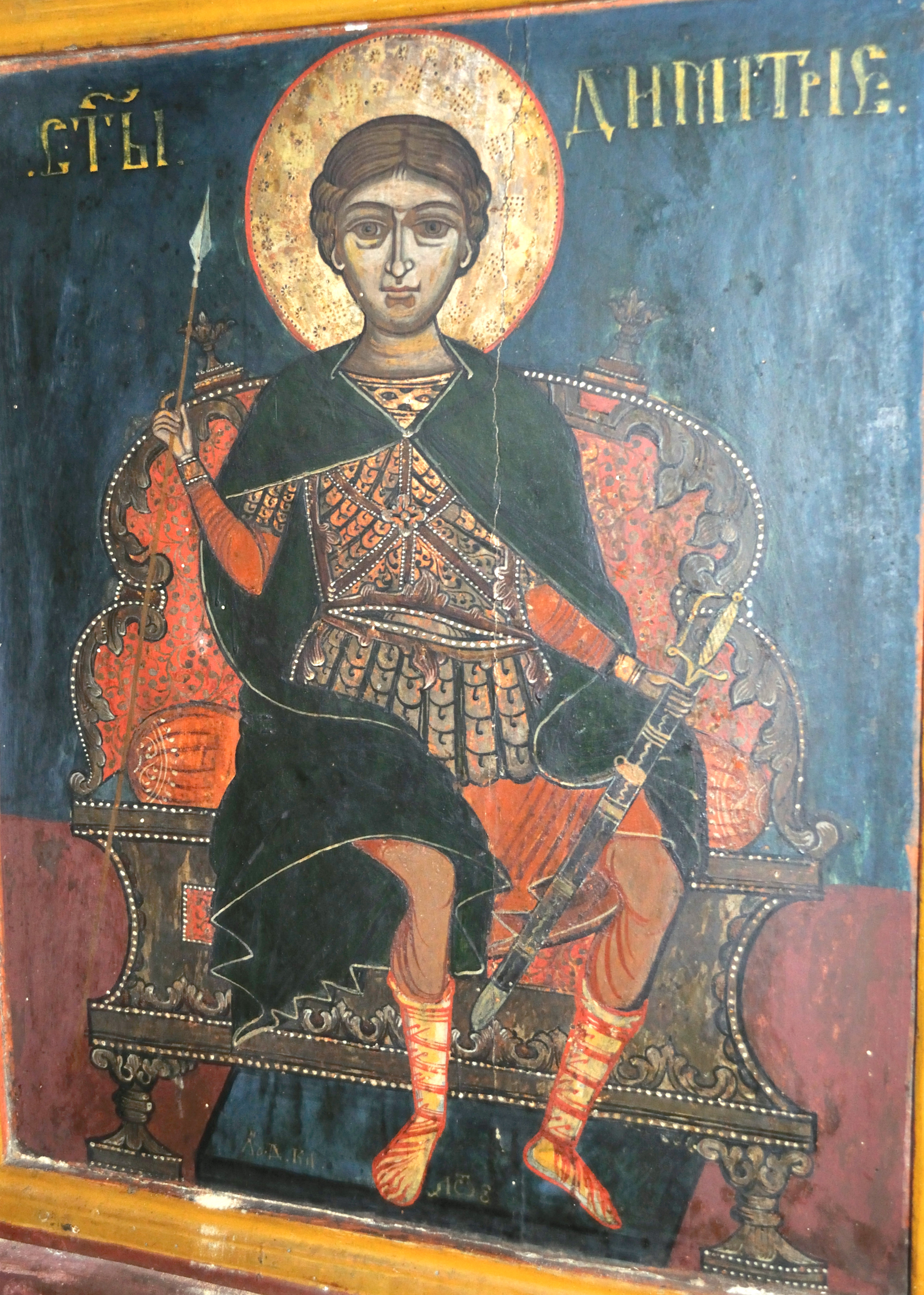
Icoană împărătească: „Sfântul Dimitrie”
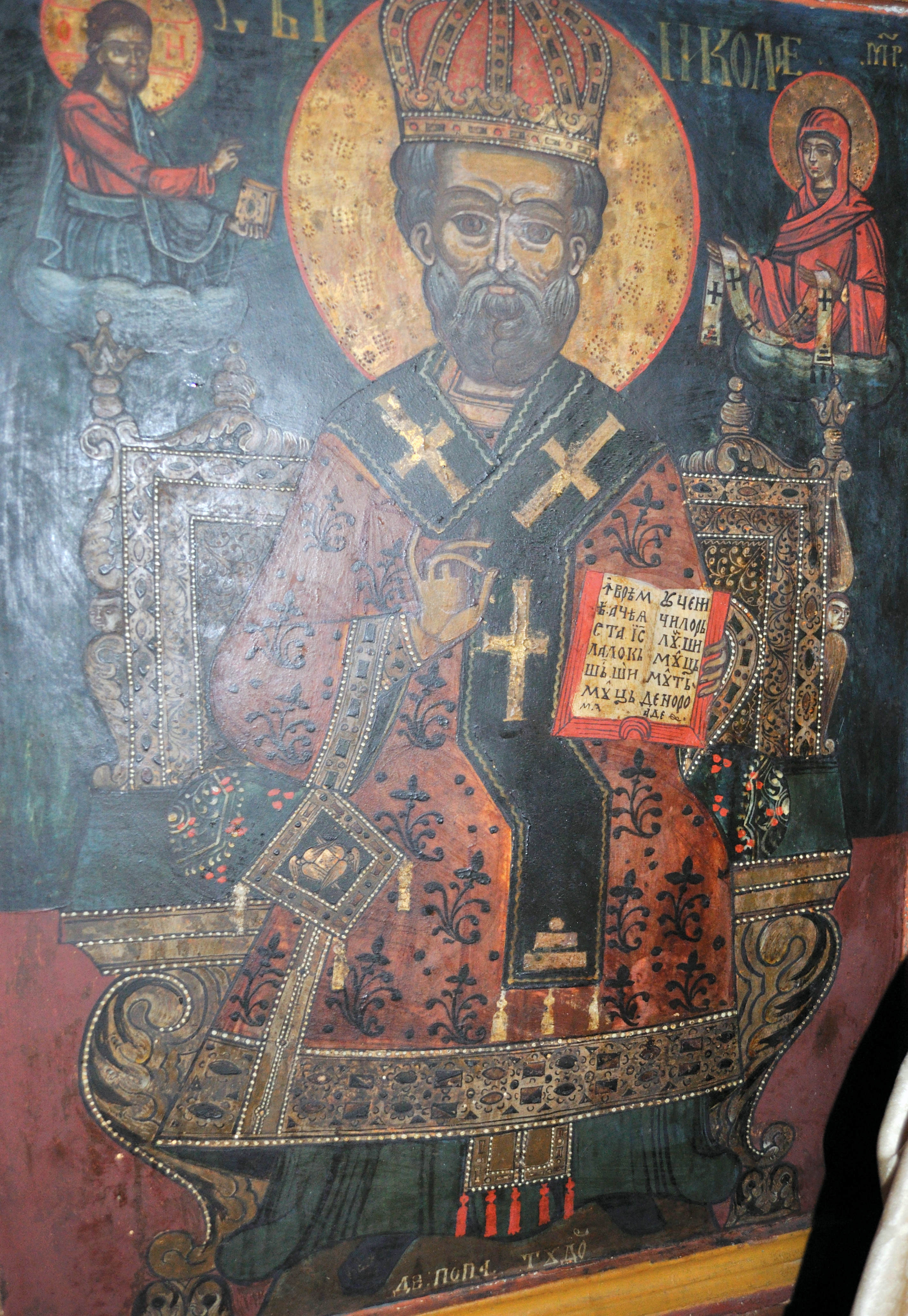
Icoană împărătească: „Sfântul Nicolae”
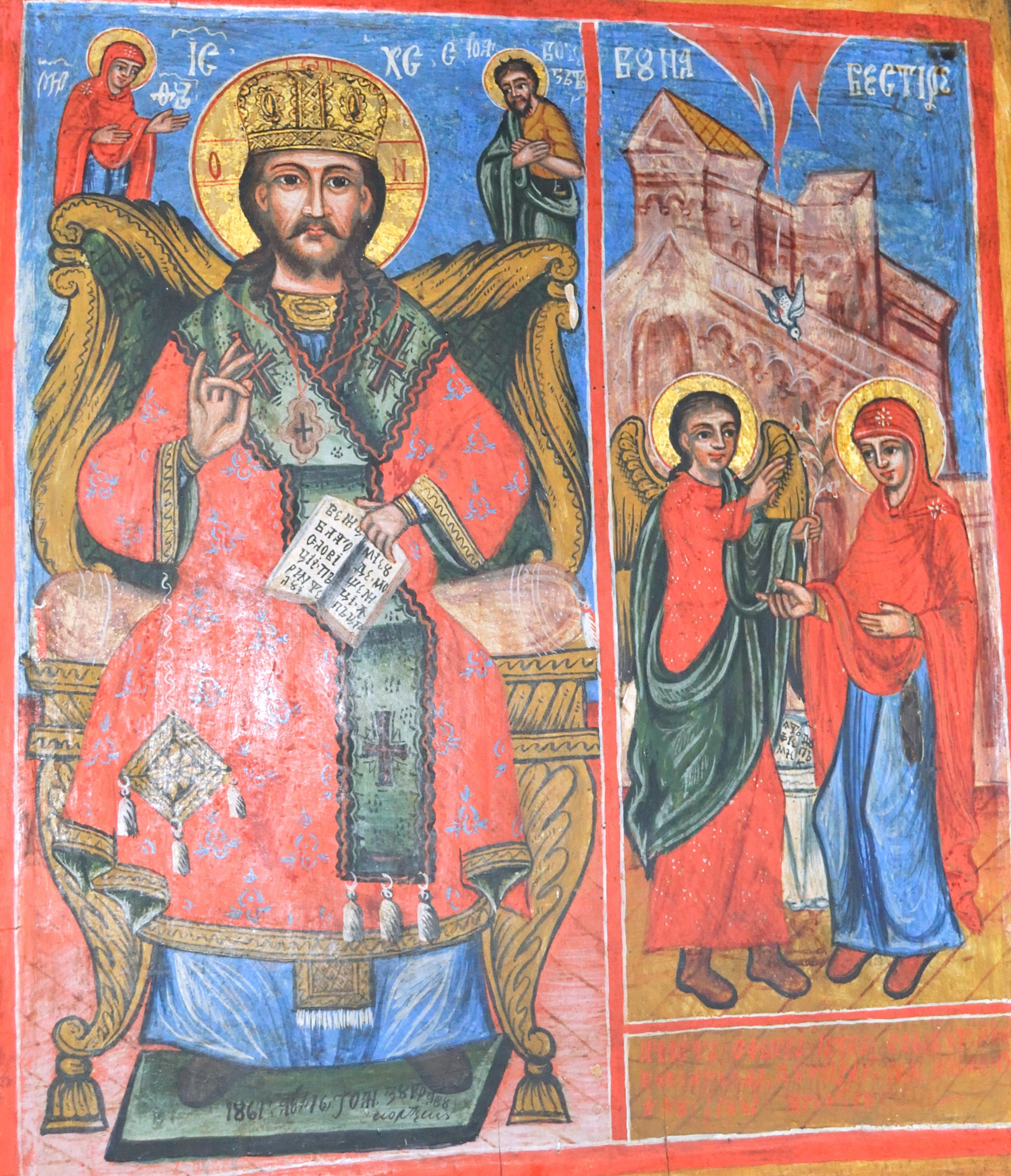
Icoană: „Iisus binecuvântând” și „Buna Vestire”
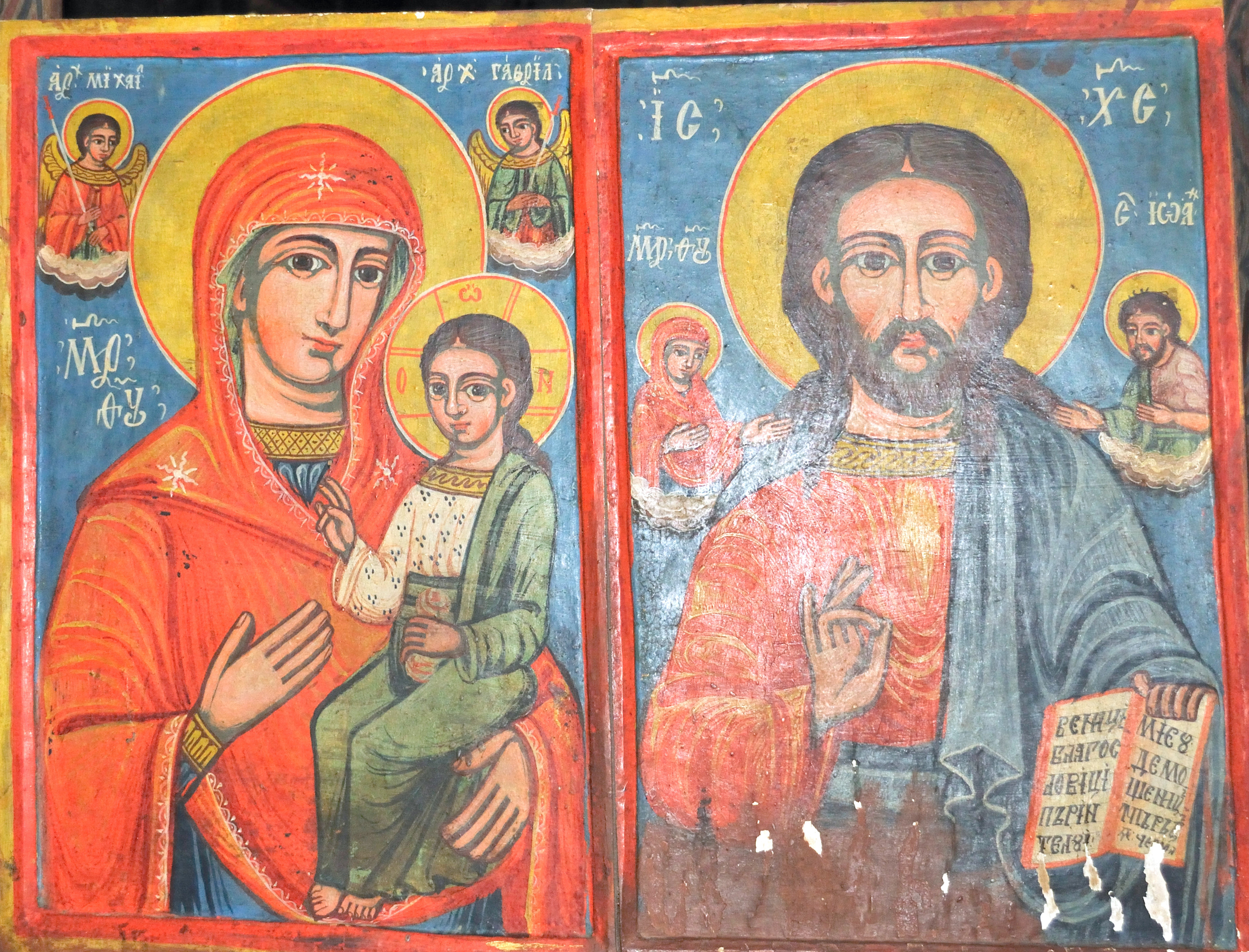
Icoane: „Maica Domnului cu Pruncul„ și „Iisus binecuvântând”
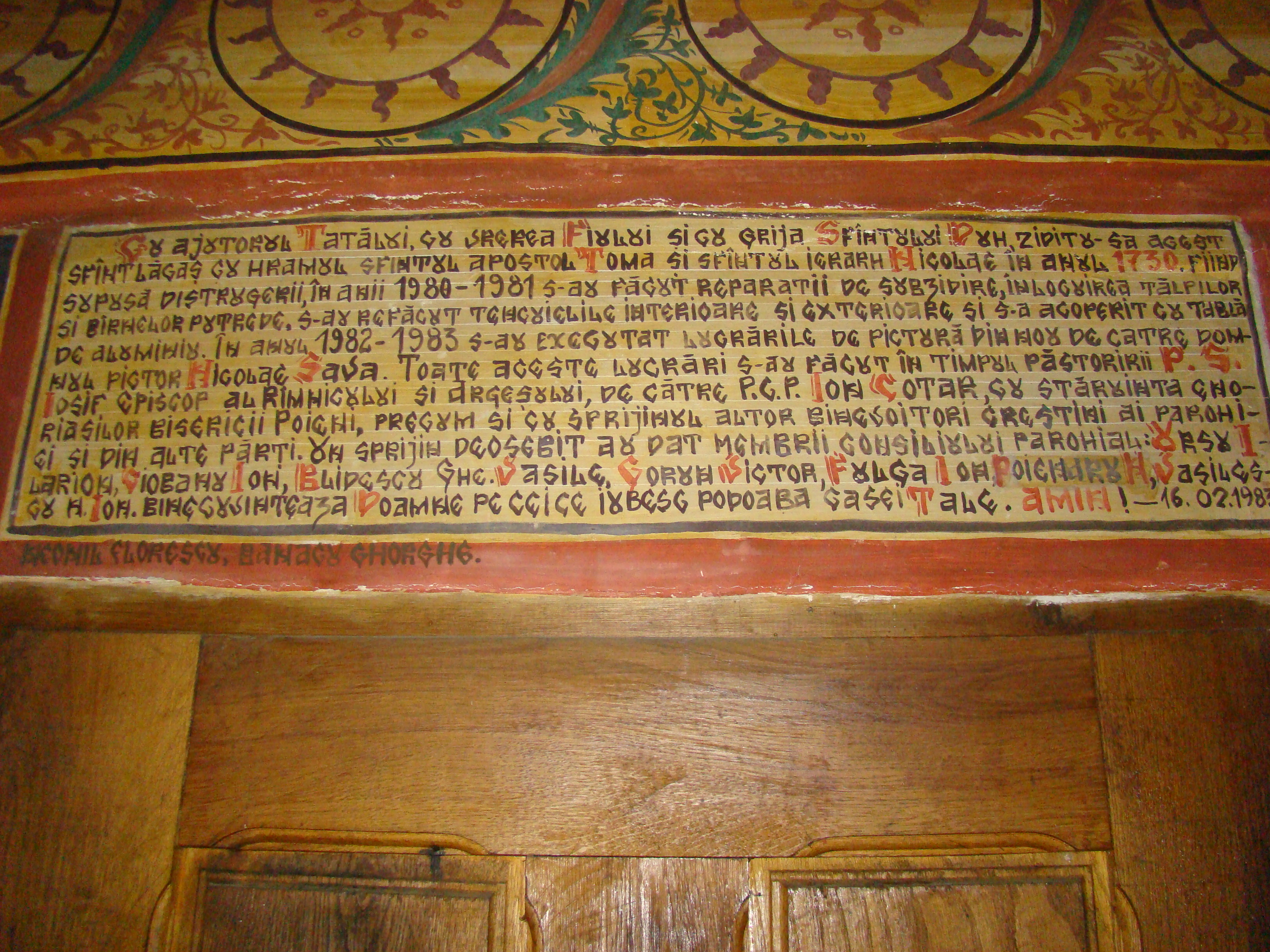
Pisanie
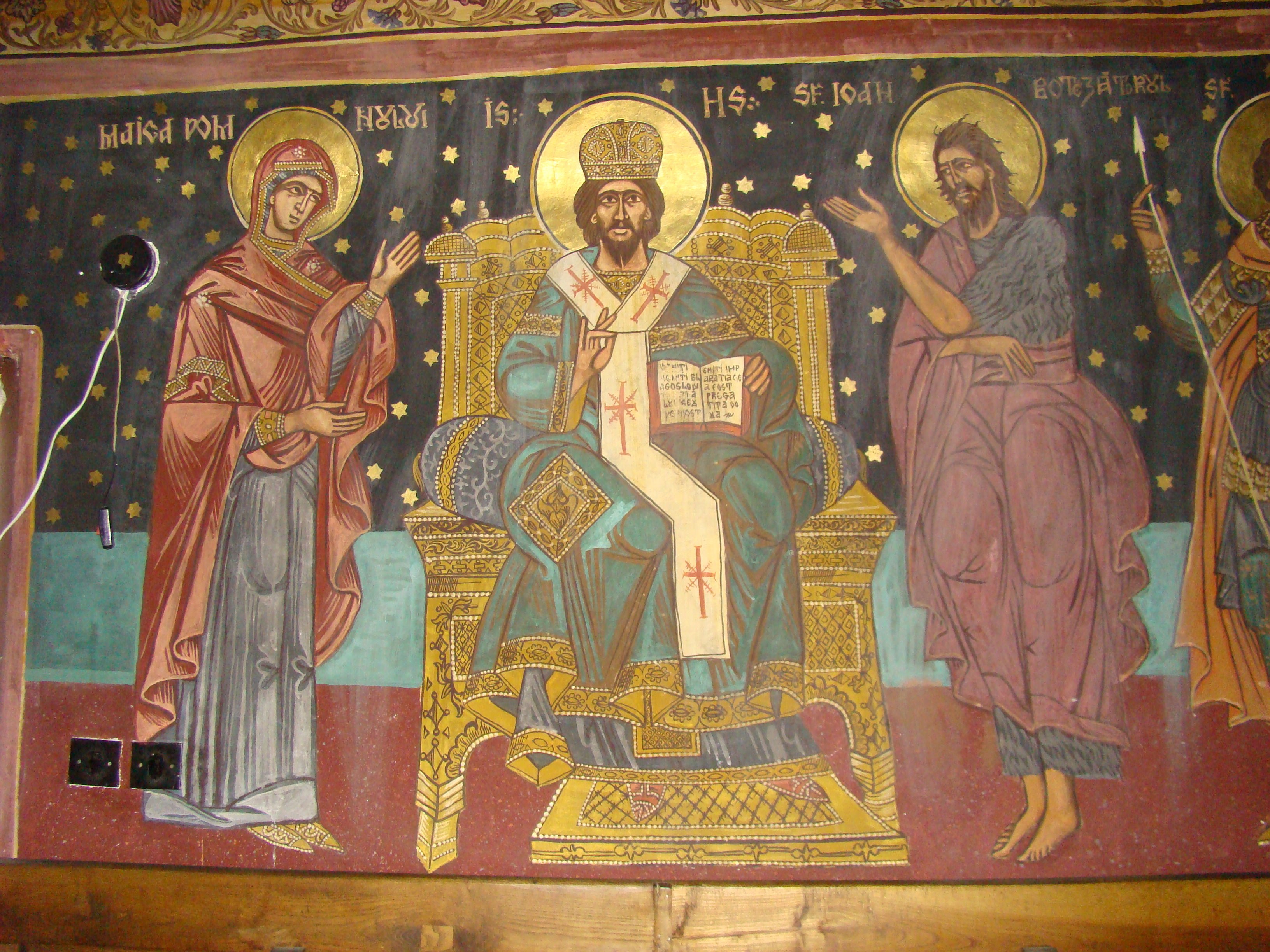
Pictura nouă (naos)
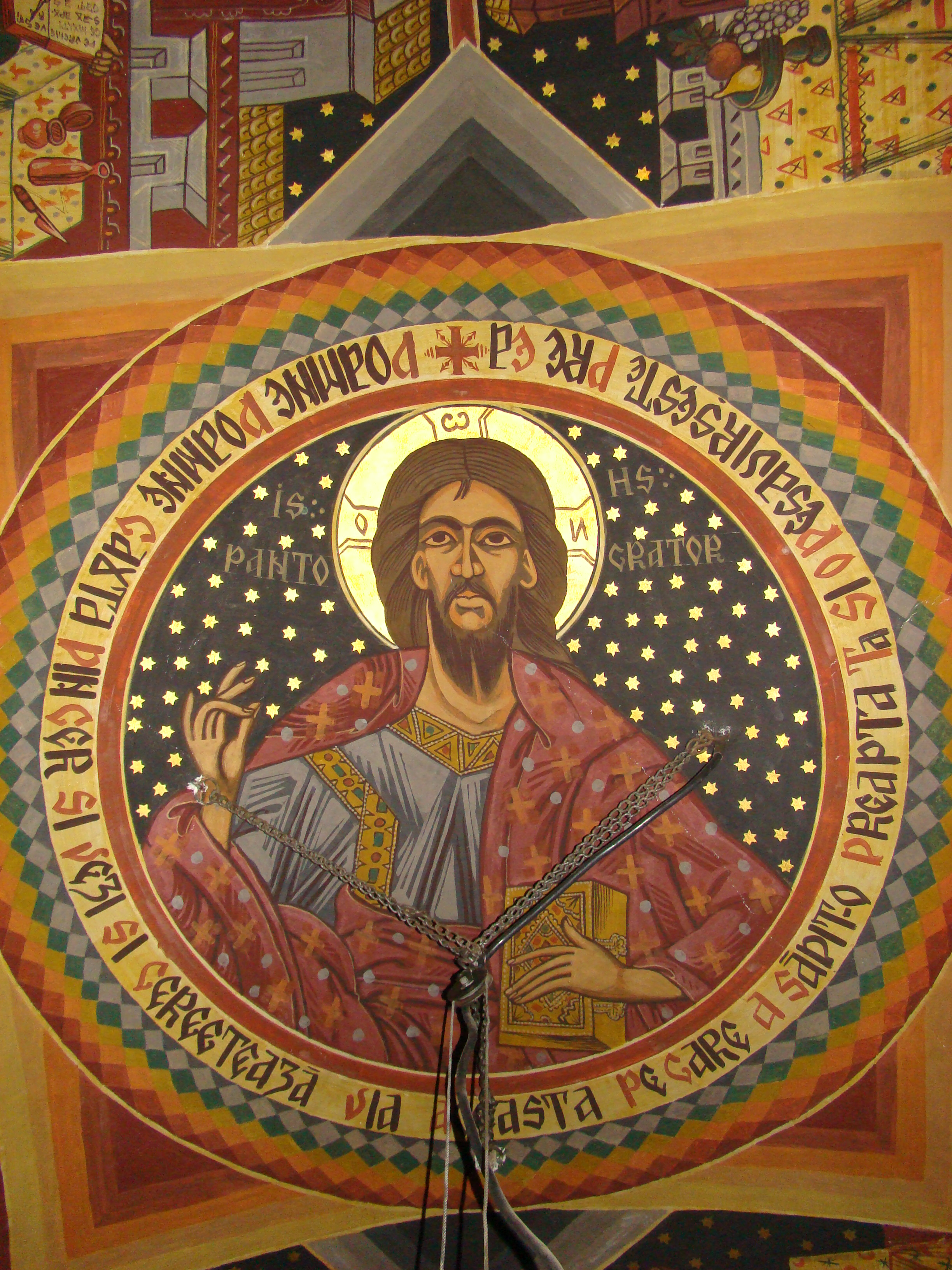
Iisus Pantocrator
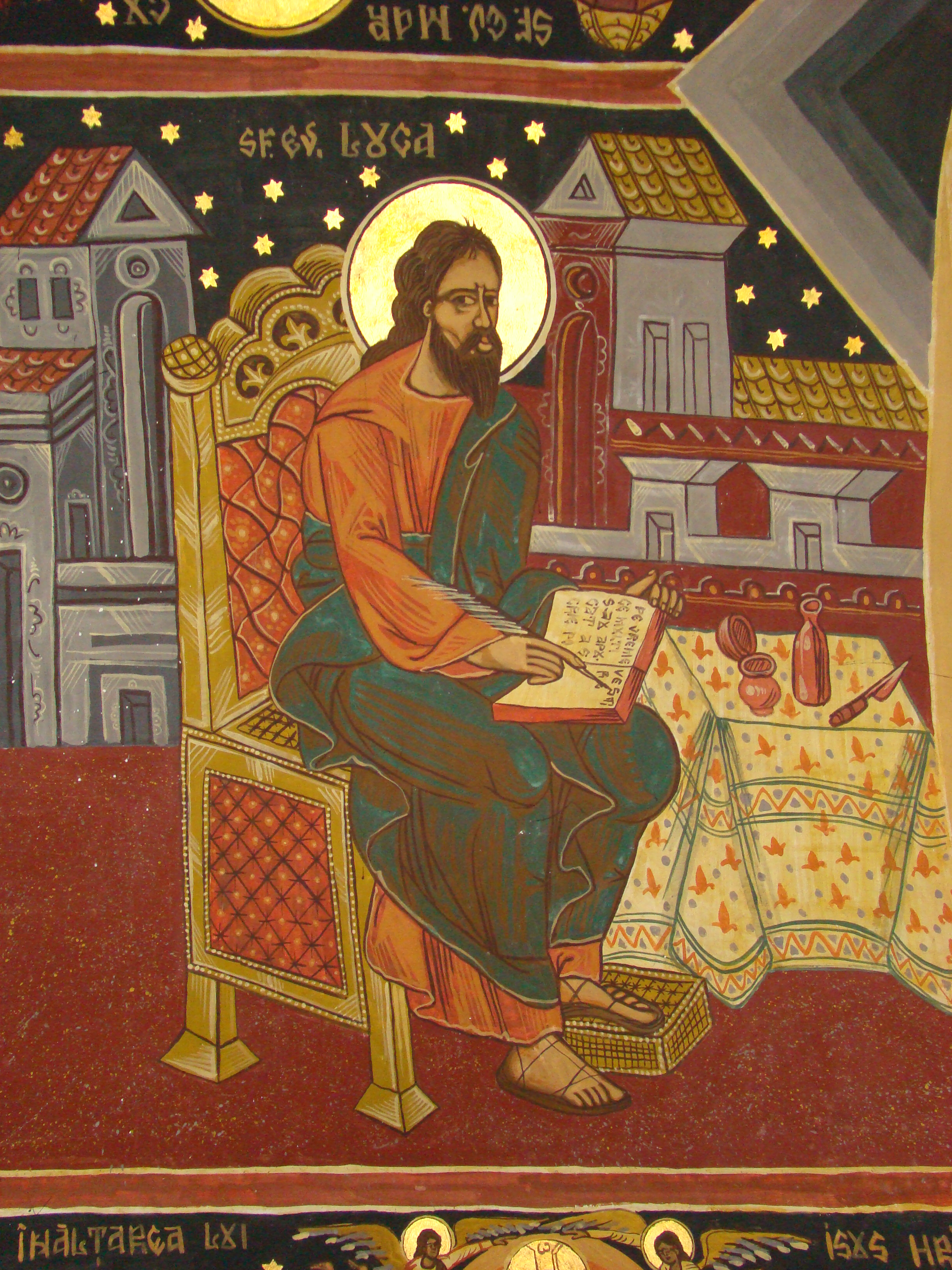
Sfântul evanghelist Luca
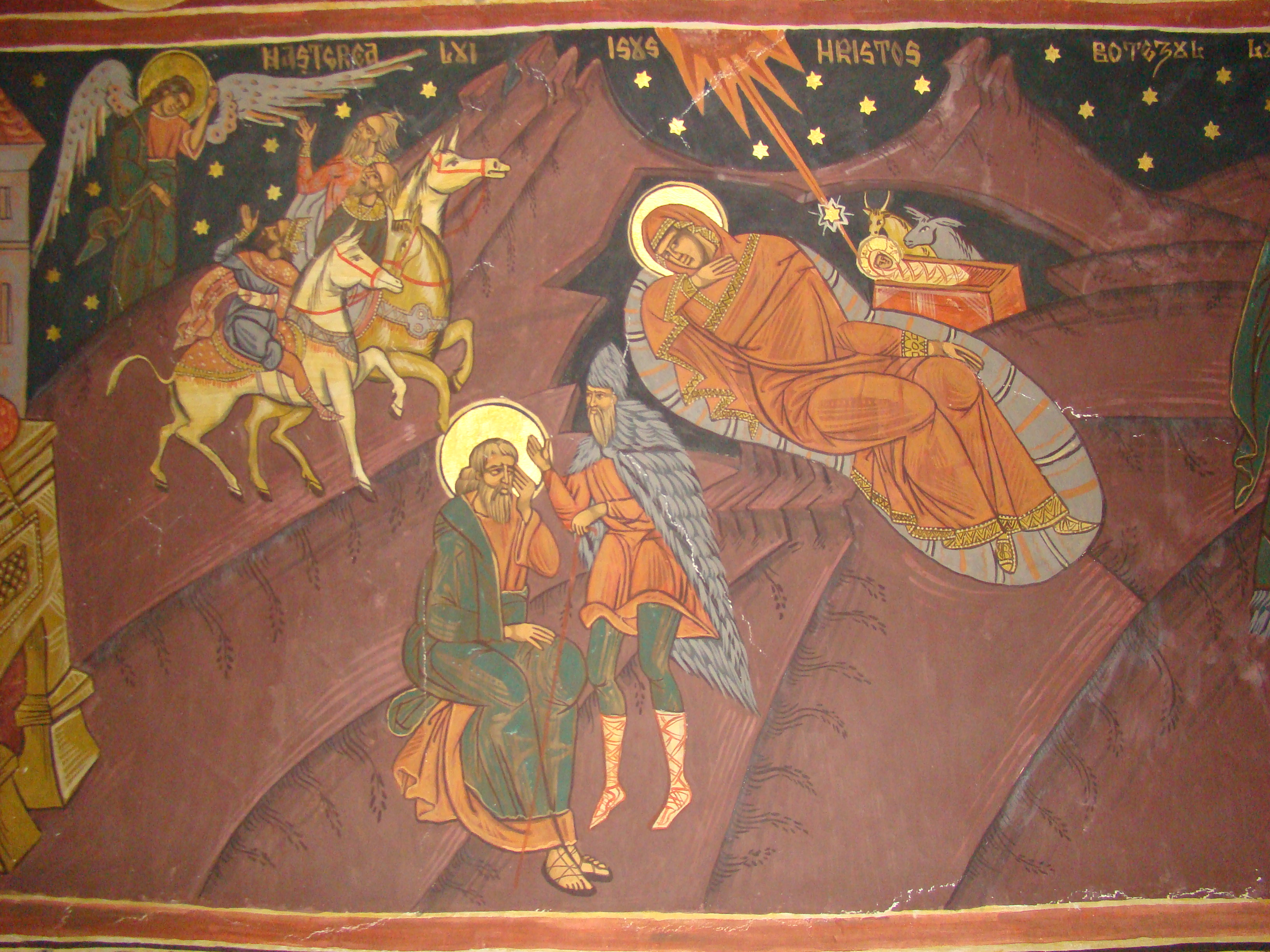
Nașterea Domnului
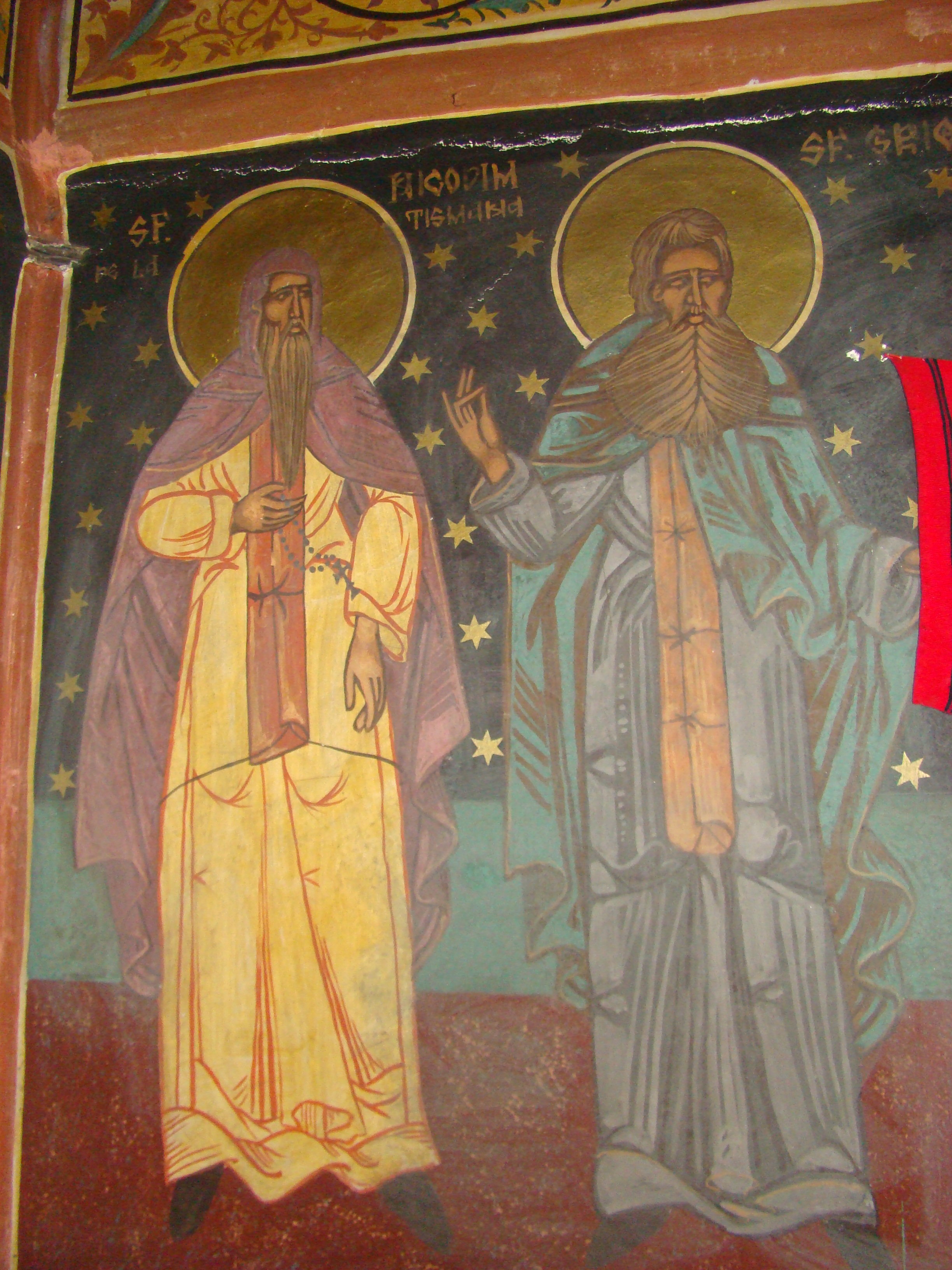
„Sfântul Nicodim”, Sfântul Grigorie Decapolitul”
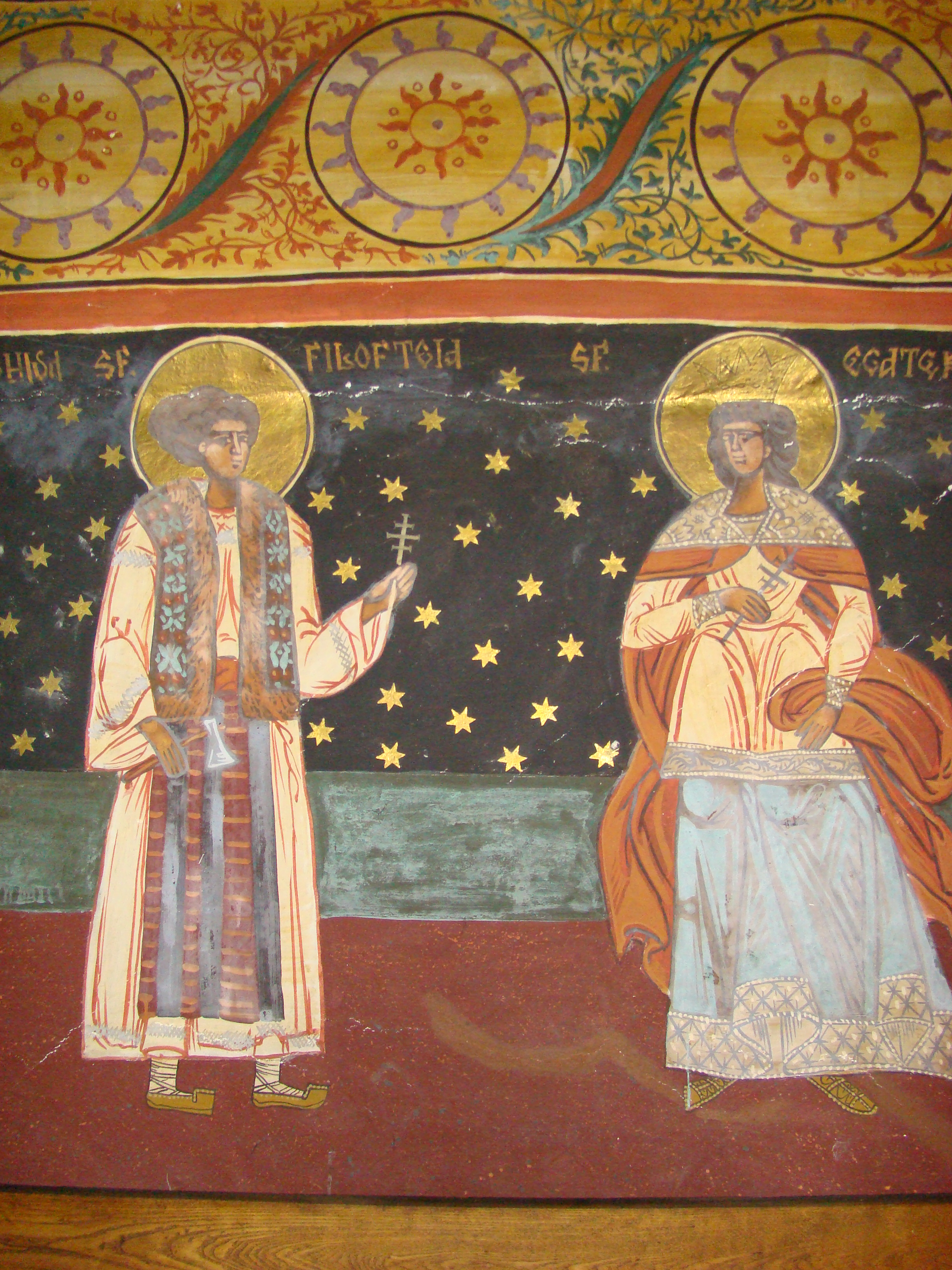
Sfintele mucenițe
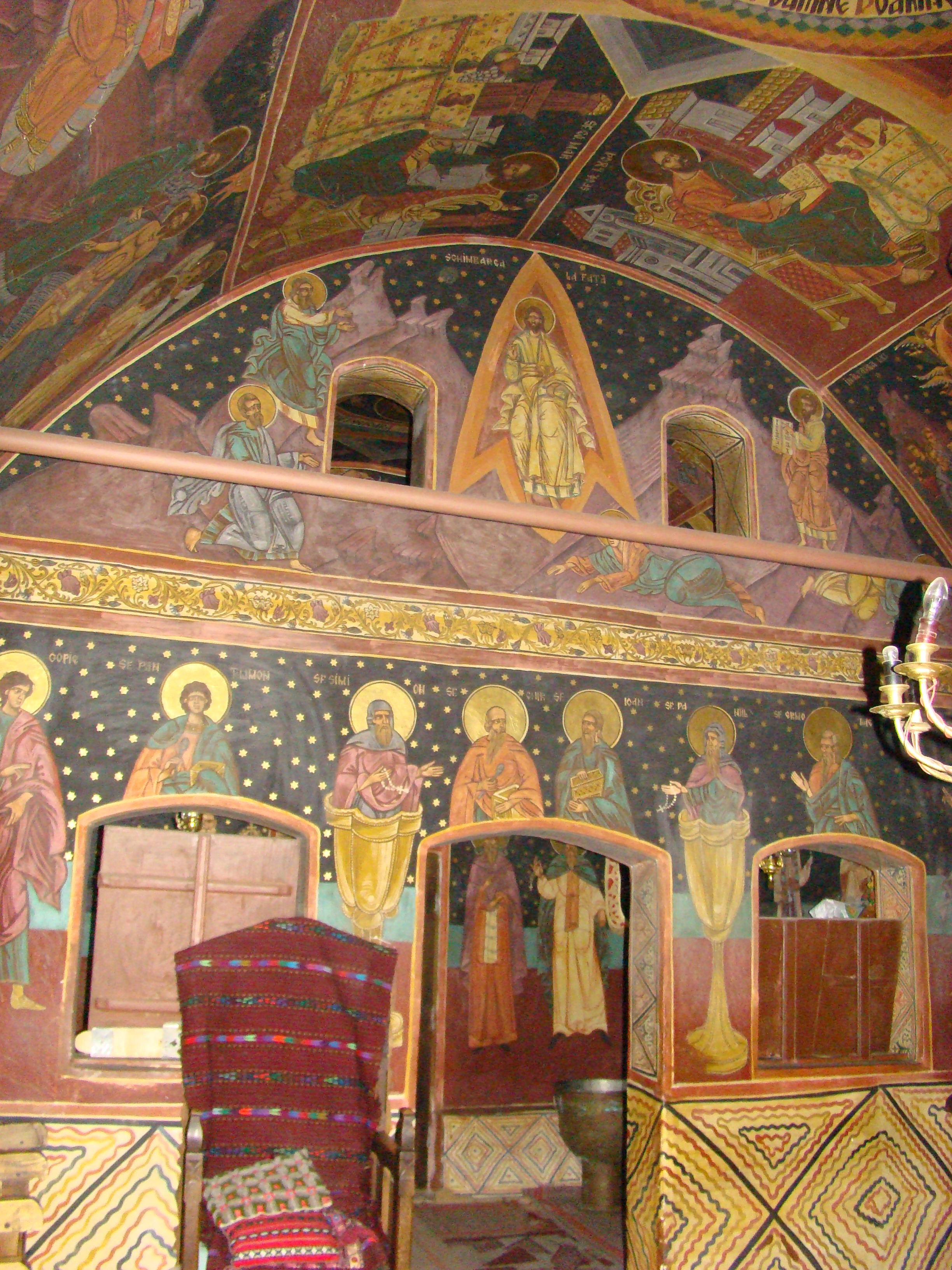
Peretele dintre naos și pronaos
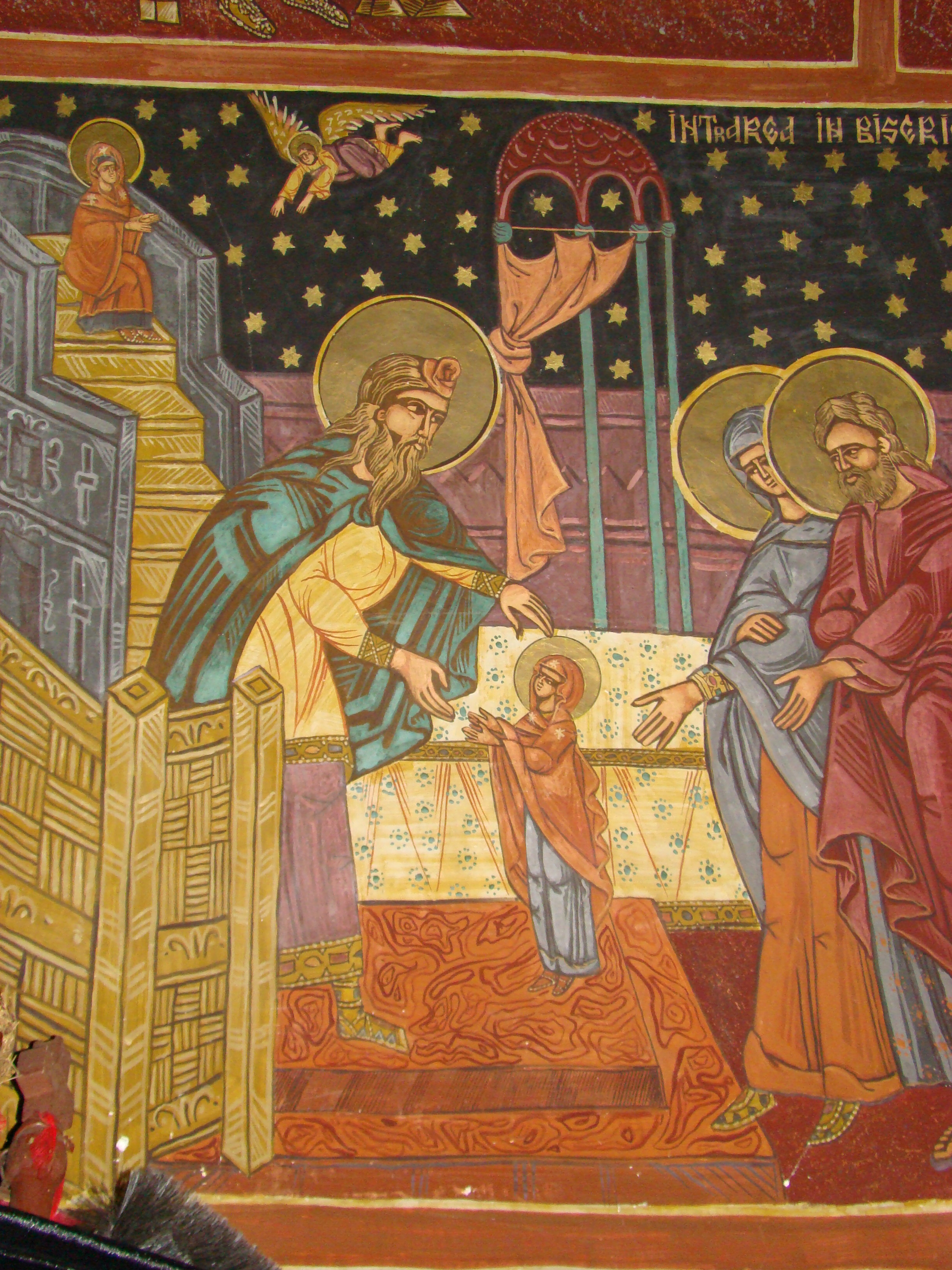
„Intrarea în Biserică”
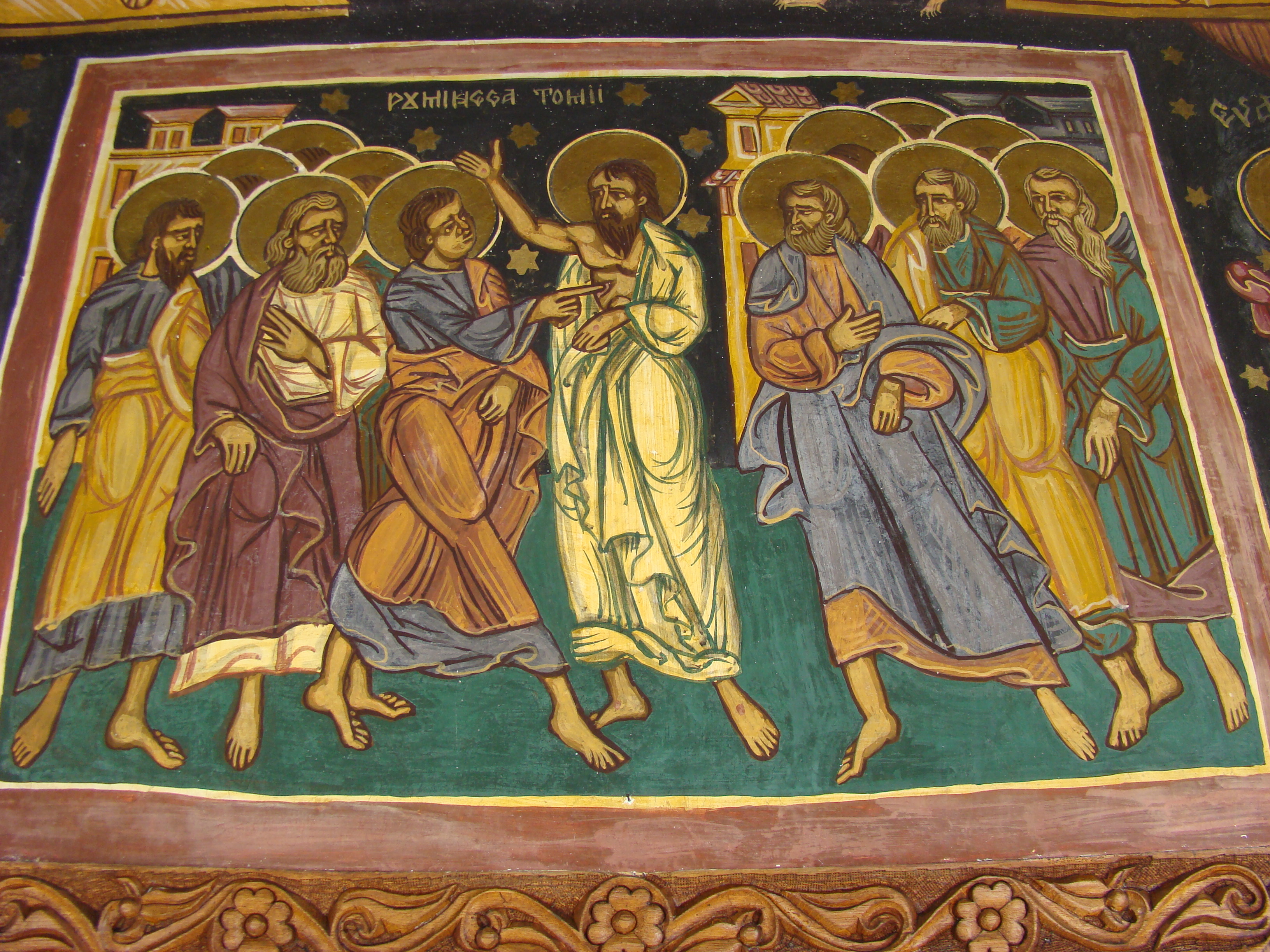
„Dumineca Tomii”
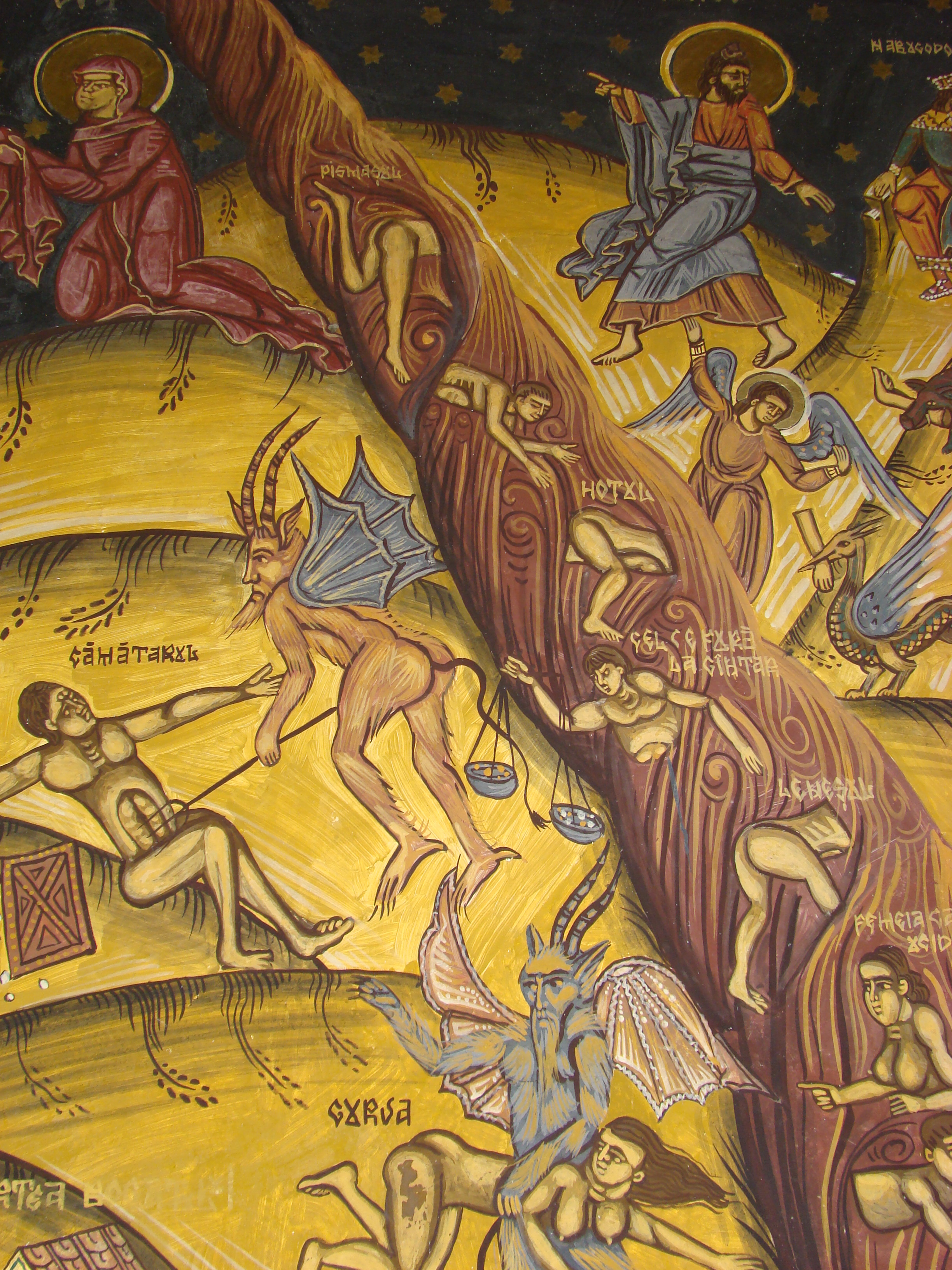
Judecata de Apoi (peretele pronaosului)
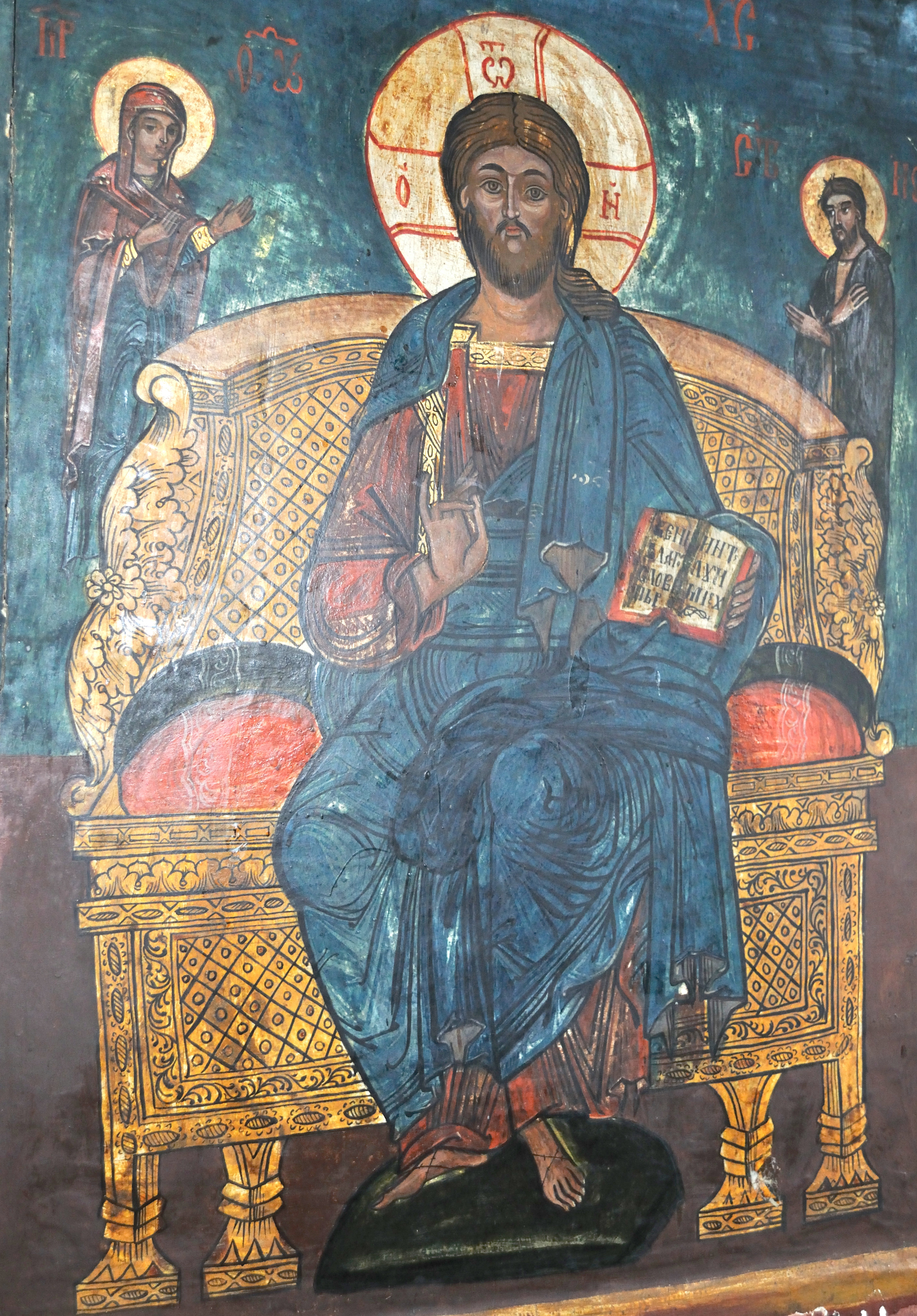
Icoană împărătească: „Iisus binecuvântând”
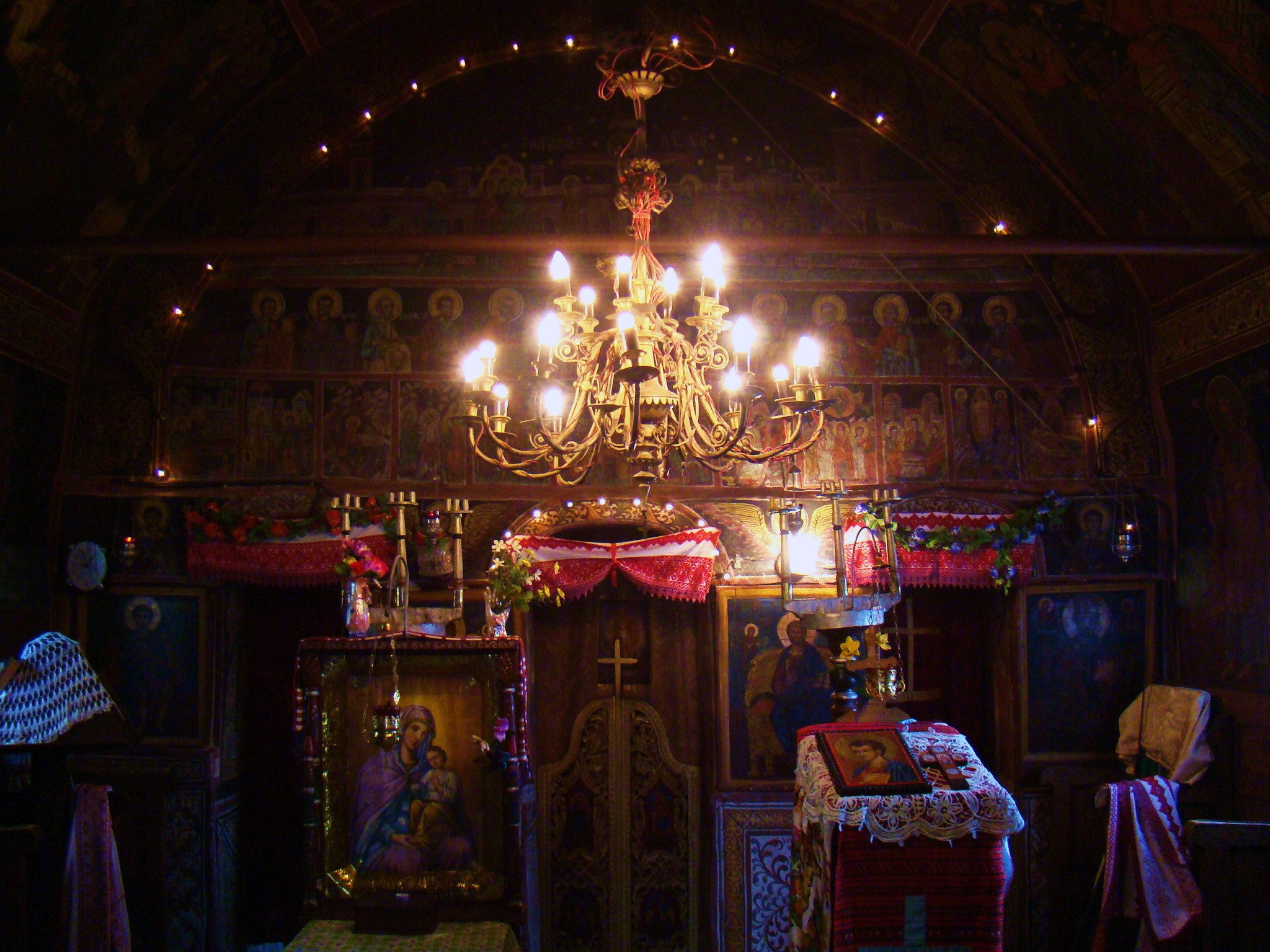
Naos